# Triathlon

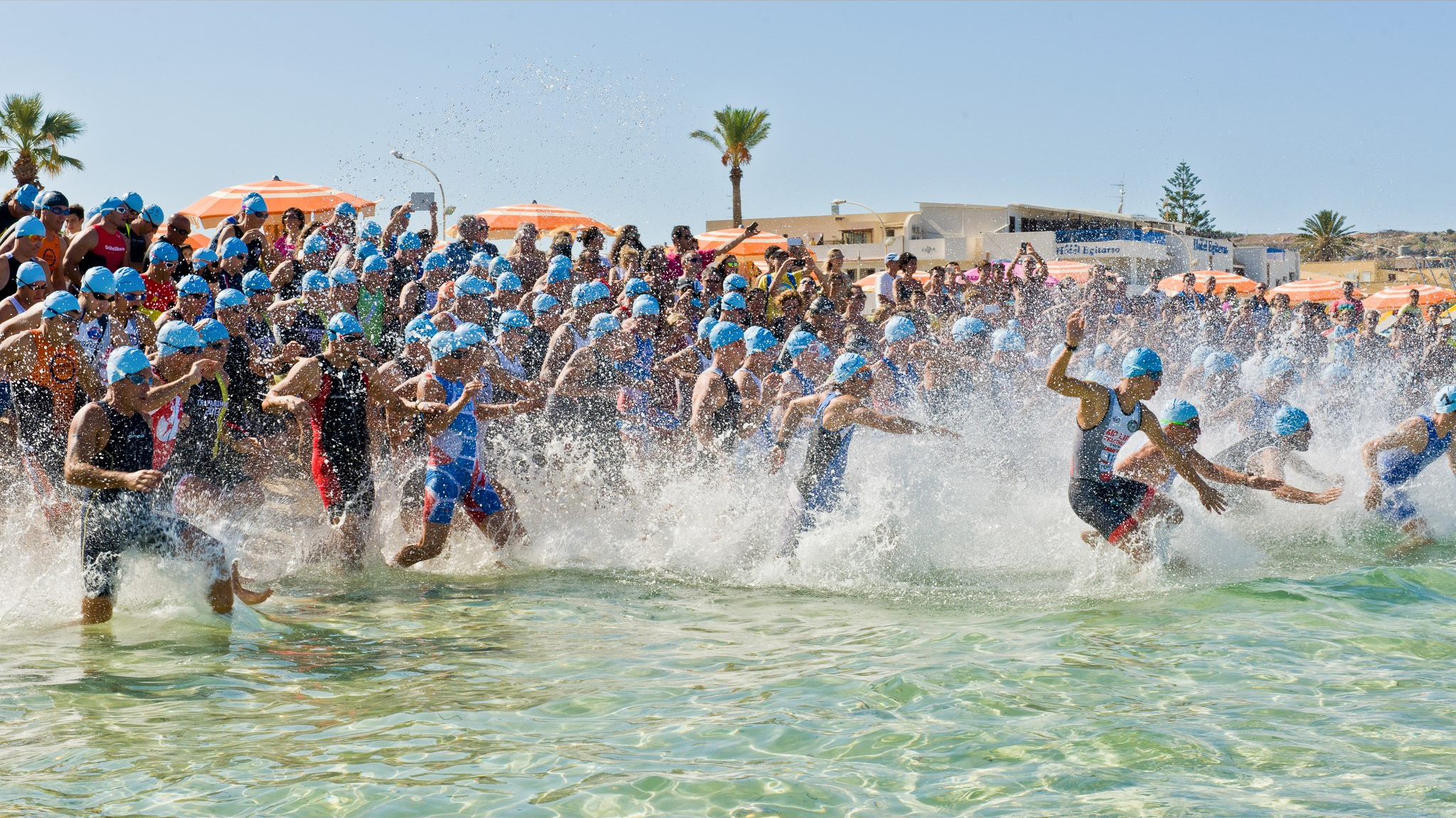
Landstart bei einem Triathlon (Sizilien 2014); bedingt durch die Wassertemperatur ist die Nutzung von Neoprenanzügen nicht zulässig.

Triathlon ist eine Ausdauersportart, bestehend aus einem Mehrkampf der Disziplinen Schwimmen, Radfahren und Laufen, die nacheinander und in der Regel in genau dieser Reihenfolge zu absolvieren sind. Die Besonderheit dieses Sports besteht darin, dass eine bestimmte, festgelegte Strecke so schnell wie möglich zurückzulegen ist, wobei die Uhr auch bei zeitlichen Unterbrechungen wie z. B. den Wechseln zwischen den Disziplinen weiter läuft. Hierin unterscheidet sich Triathlon von anderen Vielseitigkeitssportarten, wie z. B. der Nordischen Kombination, dem Zehnkampf, dem Racketlon oder dem Modernen Fünfkampf. Verwandte Sportarten des Triathlons sind Paratriathlon, Winter-Triathlon, Duathlon, Swim & Run/Aquathlon und Bike & Run. Die Wortschöpfung „Triathlon“ setzt sich aus den griechischen Ausdrücken τρεῖς/τρία bzw. treis/tria, „drei“, und ἆθλος bzw. athlos, „Wettkampf“ zusammen. Triathlon ist seit dem Jahr 2000 auch eine olympische Disziplin.

## Anforderungen, Training und gesundheitliche Aspekte

### Motivation

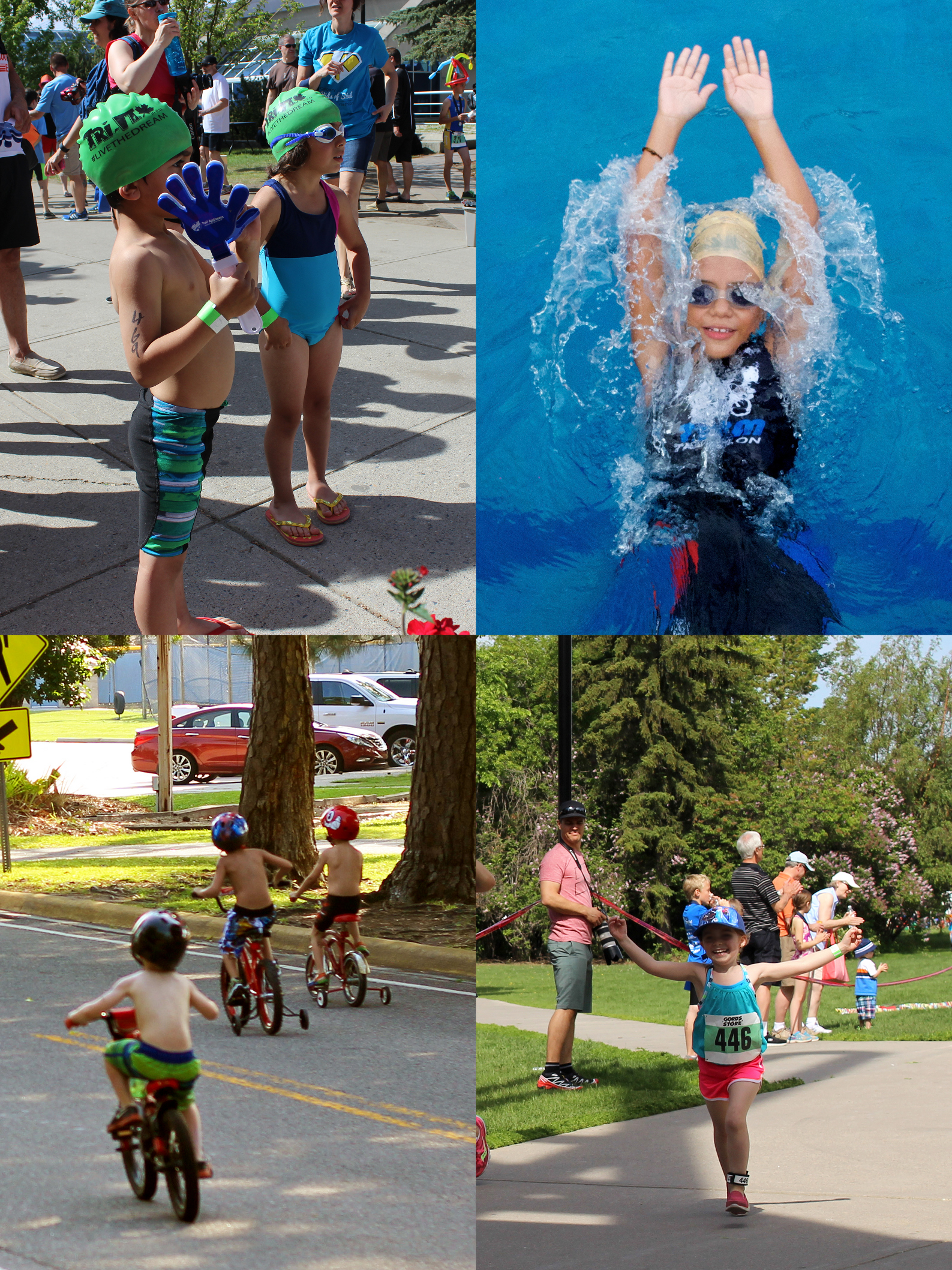
Kindertriathlon

Das unmittelbar aufeinanderfolgende Absolvieren der drei Ausdauersportarten Schwimmen, Radfahren und Laufen gilt als besondere sportliche Herausforderung. Im Wettkampf werden viele der ausübenden Athleten an die Grenze ihrer Leistungsfähigkeit gebracht. Insbesondere der Übergang vom Schwimmen zum Radfahren bedeutet für den Körper Stress. Unter diesen Umständen stellt das Erreichen des Ziels nach Einschätzung vieler Triathleten einen besonderen Reiz u. a. durch die Stärkung des Selbstwertgefühls dar.
Triathlon und sein Training kommen dem natürlichen Bewegungsbedürfnis entgegen und können von vielen Altersgruppen mit vergleichsweise geringem materiellem Aufwand ausgeübt werden. Es werden dabei neben den konditionellen Fähigkeiten wie Kraft- und Schnelligkeitsausdauer auch koordinative Fähigkeiten wie Anpassungs- und Umstellungsfähigkeit verbessert. Gleichzeitig ist die Belastung für Muskulatur und Bindegewebe durch die vielseitige Beanspruchung des Körpers bei gleichem Zeitaufwand geringer als bei vielen anderen Sportarten.
Die regelmäßige Ausübung erhöht zudem psychische und mentale Fertigkeiten, wie beispielsweise die volitiven Fähigkeiten und die Konzentrationsfähigkeit. Daneben sinkt häufig die Stressanfälligkeit und durch die erhöhte Sauerstoffaufnahme wird die Leistungsfähigkeit des Gehirns gesteigert. Das während des Trainings und eines Wettkampfs ausgeschüttete körpereigene Hormon der Endorphine – auch als menschliche „Glückshormone“ bekannt – wirkt positiv auf das emotionale Wohlbefinden. So setzt auch das bei Läufern bekannte „Runner’s High“ ein.

### Training
Merkmal des Triathlons ist das unmittelbare Aufeinanderfolgen der drei unterschiedlichen Disziplinen und die damit verbundene Umstellung der Muskulatur. Besonders der Wechsel vom Radfahren auf das Laufen wird von Einsteigern in die Sportart als der schwierigste Teil empfunden, da beim Laufen die durch das Radfahren bereits beanspruchte Beinmuskulatur erneut angesprochen wird. Die Aktivitäten der Athleten in der Wechselzone werden oft auch als „vierte Disziplin“ angesehen, denn z. B. stellt der Wechsel von Kleidung und Ausrüstung nahe dem Maximalpuls eine koordinative Herausforderung dar, während die Wettkampfuhr weiterläuft. Gute Triathleten zeichnen sich somit neben ihrer Leistung in den Teildisziplinen auch durch rasche Übergänge zwischen den einzelnen Disziplinen und die Fähigkeit ihres Körpers aus, sich schnell auf die neue Belastung umzustellen. Neben dem klassischen Training in den Disziplinen Schwimmen, Radfahren und Laufen sind spezielle Trainingsformen im Triathlon, zum Beispiel das Koppeltraining, also entweder die einfache oder wiederholte Abfolge zweier Teildisziplinen (meist Radfahren und Laufen), sowie das Wechseltraining (Abläufe in der Wechselzone) zu absolvieren.

### Gesundheitliche Aspekte

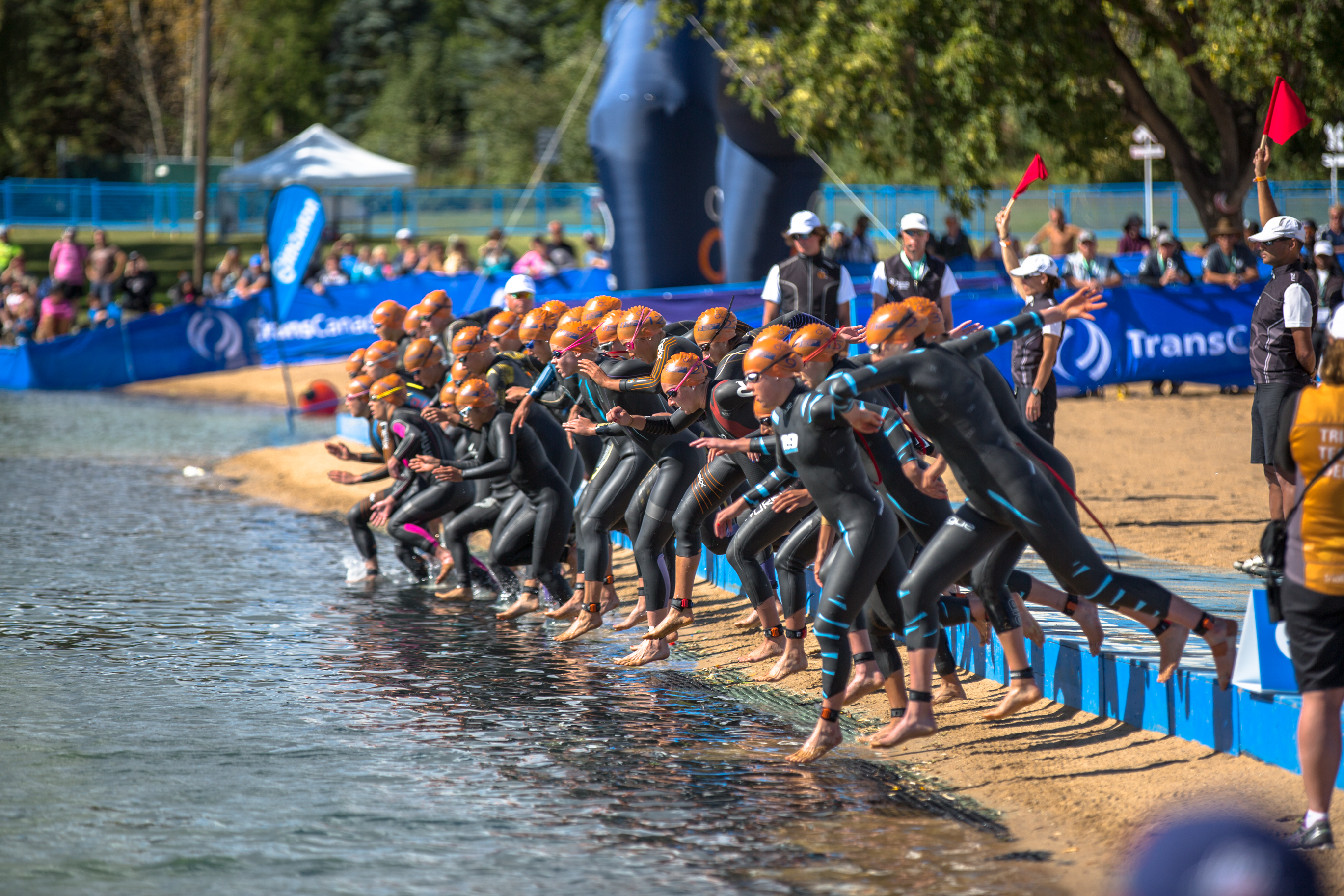
Bei Elite-Wettkämpfen erfolgt der Start in der Regel von einem 'Ponton' (hier: Grand Final der ITU World Championship Series 2014 in Edmonton).

Triathlon verfügt über ein hohes präventives Potential gegenüber kardiovaskulären Erkrankungen. Aber er birgt auch ebenso Risiken, denn durch die hohe Belastung des Herzkreislaufsystems – insbesondere im Wettkampf – können auch negative Auswirkungen zu Tage kommen. Viele dieser Erkrankungen können sowohl akuter, chronischer als auch vererbter Natur sein. Insbesondere für Neu- und Wiedereinsteiger über 35 Jahre sowie bei Vorerkrankungen oder Beschwerden und Risikofaktoren wie Rauchen, Bluthochdruck, erhöhte Blutfettwerte, Diabetes, Bewegungsmangel oder Übergewicht sollte daher vor dem Einstieg in ein regelmäßiges Training zuerst der Weg zum Arzt für eine Gesundheitsprüfung führen.
Wissenschaftler der Universität Wien untersuchten in mehreren Studien die Auswirkungen der Belastungen eines Ironman-Triathlons mit 3,8 km Schwimmen, 180 km Radfahren und 42 km Laufen auf gesundheitsrelevante biochemische und molekularbiologische Parameter. Ergebnis der Forschung, in deren Mittelpunkt oxidative Schädigungen von Blutzellen, Blutlipiden und Zellbestandteilen im Blut standen, war, dass „die enorme Belastung trotz vorübergehender Anstiege bei den meisten Markern für oxidativen Stress, Entzündungsparametern sowie bei DNA-Strangbrüchen in Lymphozyten zu keinen nachhaltigen Zellschäden führt“. Zusammen mit einer Arbeitsgruppe des Instituts für Krebsforschung der Universität Wien ergab sich sogar, dass durch Chromosomenschädigung auftretende Fehler bei der Zellteilung von Lymphozyten, sogenannte Mikrokerne, unmittelbar nach dem Ironman abnehmen.
Wie eine Studie von 2009 zeigt, ist das Risiko eines Herzstillstandes beim Triathlon doppelt so hoch wie beim Marathonlauf: So kommen auf eine Million Marathonläufer statistisch 4 bis 8 Herzstillstände, beim Triathlon sind es 15. Das Risiko liegt damit bei 0,0015 %. Hierzu wurden in der Zeit von 2006 bis 2008 die Daten von 922.810 Personen untersucht. Hauptgründe liegen in der ungewohnten Belastung und Körperlage beim Schwimmen. Vornehmlich niedrige Wassertemperaturen und der Wettkampfstress können bei untrainierten Wettkampfteilnehmern für Umstände sorgen, die kardiale Zwischenfälle fördern. Eine Empfehlung zur Akklimatisation vor dem Start im Wasser sollte daher nicht nur seitens der Veranstalter im Vorfeld erfolgen.
Nicht triathlonspezifisch ist wie in allen Sportarten bei Betreiben von Triathlon als Leistungssport das Risiko hieraus möglicher körperlicher Schäden, die sich unter Umständen sogar erst nach Karriereende bemerkbar machen können (siehe auch: Risiken für den Körper durch Leistungssport).

## Geschichte

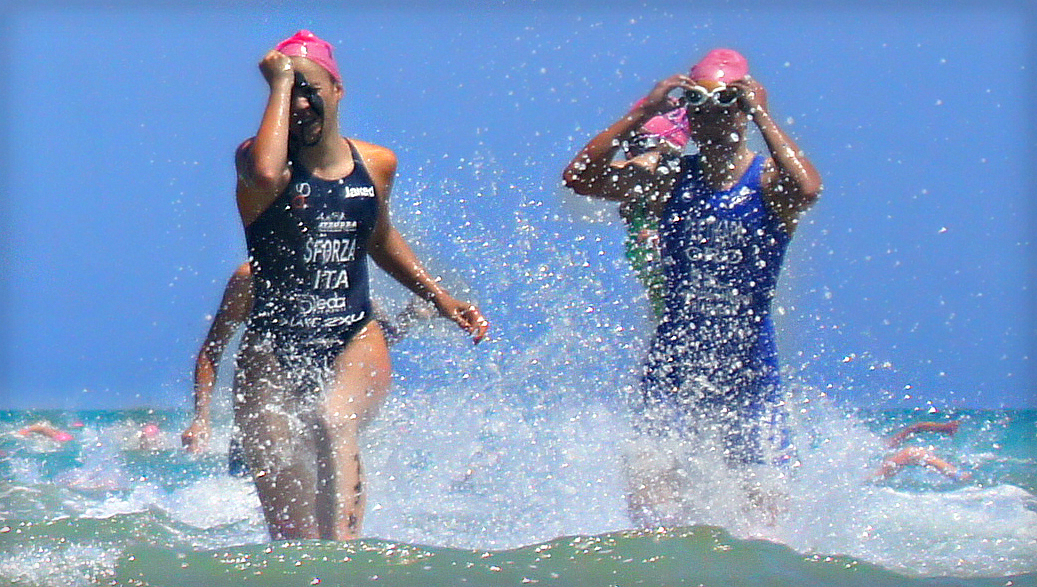
Athletinnen beenden die erste Disziplin eines Triathlons.

Erste Berichte von Mehrkämpfen mit Schwimmen, Radfahren und Laufen sind aus den 1920er Jahren in Frankreich bekannt. In der Sportzeitung L’Auto erschienen Artikel über ein seit 1920 jährlich unter dem Namen „Les Trois Sports“ veranstaltetes Rennen, wobei dessen Chefredakteur Henri Desgrange, Initiator der Tour de France, auch zu den Teilnehmern gehörte. Das Event fand bei Joinville-le-Pont, in Meulan und Poissy statt und bestand aus einem 3-km-Lauf, 12-km-Radwettbewerb und der Überquerung des Flusses Marne. Es wurde auch unter den Namen „La Course des Débrouillards“ und „La course des Touche à Tout“ geführt. Die drei Disziplinen wurden hintereinander ohne Pause absolviert. Große Aufmerksamkeit blieb allerdings aus, auch wenn es an anderen Orten wie etwa Marseille (1927) ähnliche Veranstaltungen gab.
Im Jahr 1934 fand in La Rochelle eine Ausgabe von „Les Trois Sports“, mit einer Kanalquerung (ca. 200 Meter), einem 10-km-Radwettbewerb im Hafen von La Rochelle und im Parc de Laleu und einem abschließenden 1200-Meter-Lauf im Stadion André-Barbeau statt. Aus dieser Zeit ist eine 1927 ausgestellte Mitgliedskarte für einen René Taqué aus Perpignan in einer „Société des trois Sports“ überliefert. Für die folgenden Jahrzehnte sind dann keine weiteren Nachweise mehr für diese Form des Multisports bekannt.

### Entstehung des Triathlons
In der Fitnesswelle der 1970er Jahre gab es im südlichen Kalifornien mehrere kleinere kombinierte Lauf- und Schwimmwettkämpfe (Biathle).
Mitte der 1970er Jahre wurde dann der Begriff Triathlon erstmals genutzt, organisiert am 25. September 1974 durch die beiden Amerikaner Jack Johnstone und Don Shanahan in San Diego, Kalifornien. Das kleine Rennen mit 46 Teilnehmern ging – in dieser Reihenfolge – über 6 Meilen (ca. 10 km) Laufen, 5 Meilen (ca. 8 km) Radfahren und 500 Yards (ca. 0,5 km) Schwimmen und trug den Namen Mission Bay Triathlon nach der vor San Diego gelegenen Lagune. Gut neun Monate später gab es in Coronado den Optimist Sports Fiesta Triathlon. Zu den Teilnehmern beider Veranstaltungen gehörten der später auf Hawaii stationierte Navy-Offizier John Collins und seine Frau Judy, 1978 Mitinitiatoren des ersten Hawaii Iron Man Triathlon.
Durch einen Artikel in Sports Illustrated, der wiederum ABC zu TV-Berichten in den Folgejahren motivierte, wurde aus dieser ursprünglich als rein persönliche Herausforderung einiger weniger konzipierten Veranstaltung in kurzer Zeit der Ironman Hawaii als überregional bekannter sportlicher Wettkampf. In der Folge entstanden Hunderte von Triathlonveranstaltungen in kürzester Zeit zunächst in den USA und ab 1982 auch in Europa.

### Entwicklung von Organisationsstrukturen

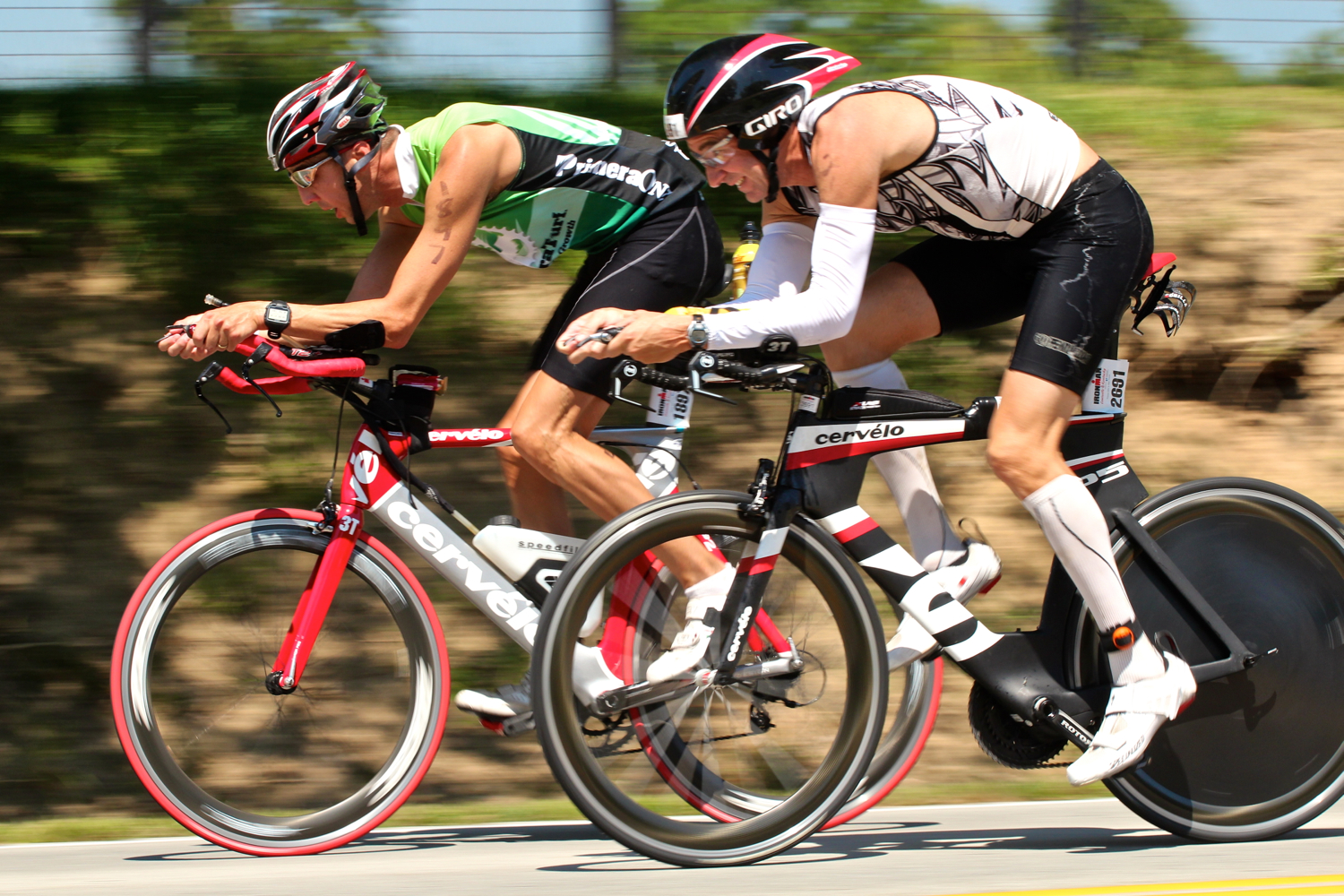
Radstrecke beim Ironman Louisville (2013, mit Windschattenverbot)

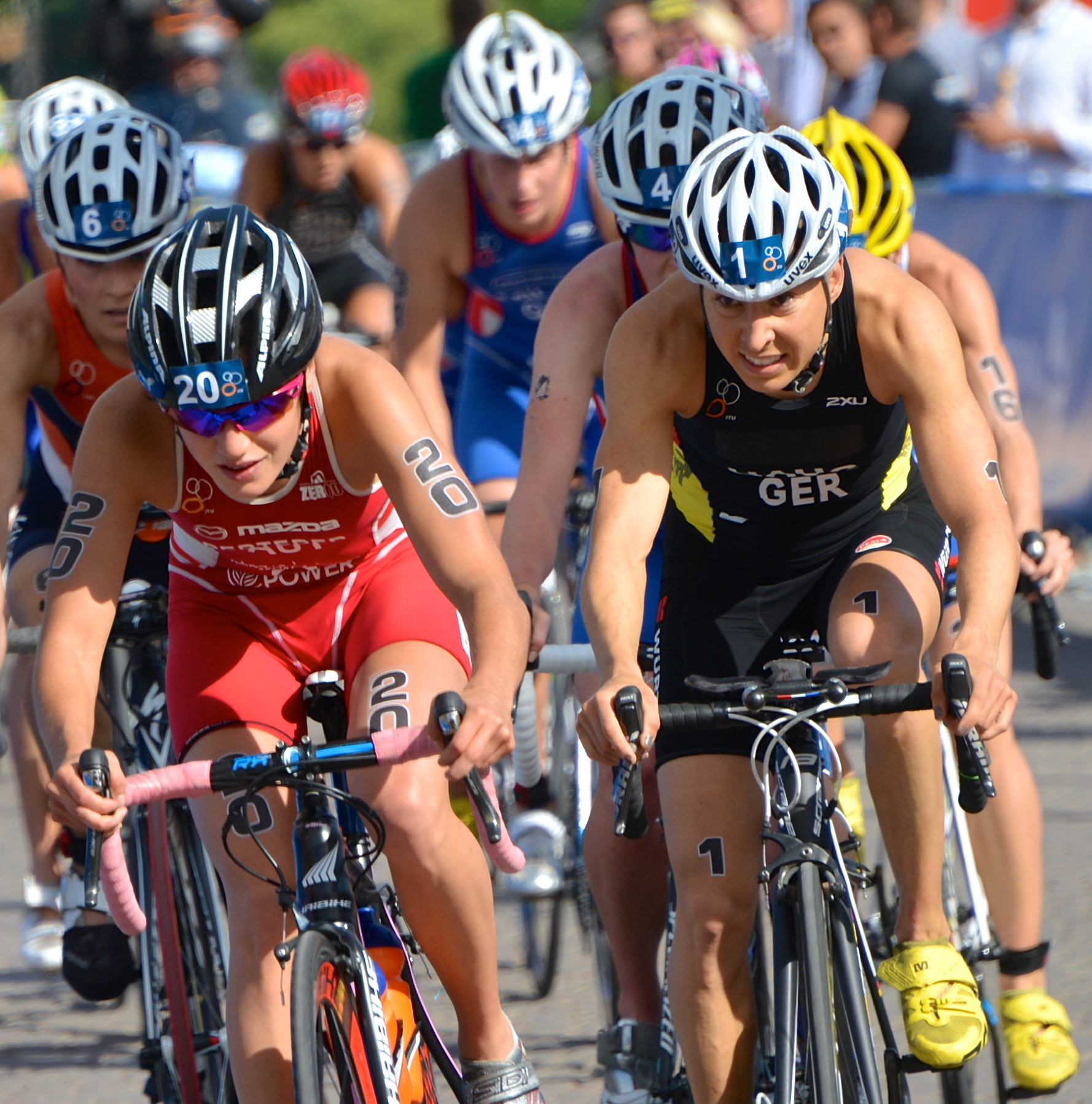
Lisa Perterer und Anne Haug führen eine Radgruppe in einem Triathlon mit Windschattenfreigabe an (ITU World Championship Series 2013 in Stockholm).

Unterschiedlichste Wettkampfdistanzen und uneinheitliche Regularien ließen in den einzelnen Ländern neue Sportverbände entstehen, um eine Harmonisierung des Regelwerks und faire Wettkämpfe zu ermöglichen. Bereits Mitte der 1980er Jahre wurde IOC-Präsident Samaranch auf Triathlon aufmerksam und unterstützte die Bildung internationaler organisatorischer Strukturen mit dem Ziel einer Aufnahme von Triathlon in das Programm Olympischer Spiele. Diese Perspektive deckte sich mit dem Interesse nationaler Verbände, denn staatliche Leistungssportförderung erfolgt primär für olympische Sportarten. Anstelle eines vom IOC empfohlenen Beitritts zur UIPMB entschieden sich die dreißig beteiligten nationalen Verbände, darunter DTU-Vizepräsident Detlef Kühnel als deutscher Vertreter, aber am 1. April 1989 in Avignon für die Eigenständigkeit, die International Triathlon Union (ITU) konstituierte sich. Am gleichen Tag wurden 1,5 km Schwimmen, 40 km Radfahren und 10 km Laufen als „olympische Distanz“ festgelegt. Zwar waren die Veranstaltungen mit dem größten Medieninteresse damals der von IMG veranstaltete Triathlon Longue Distance de Nice sowie der Ironman Hawaii, deren Distanzen erschienen aber sowohl organisatorisch wie auch bezüglich Wettkampfdauer ungeeignet für Olympische Spiele.

### Weltmeisterschaften und Olympische Spiele

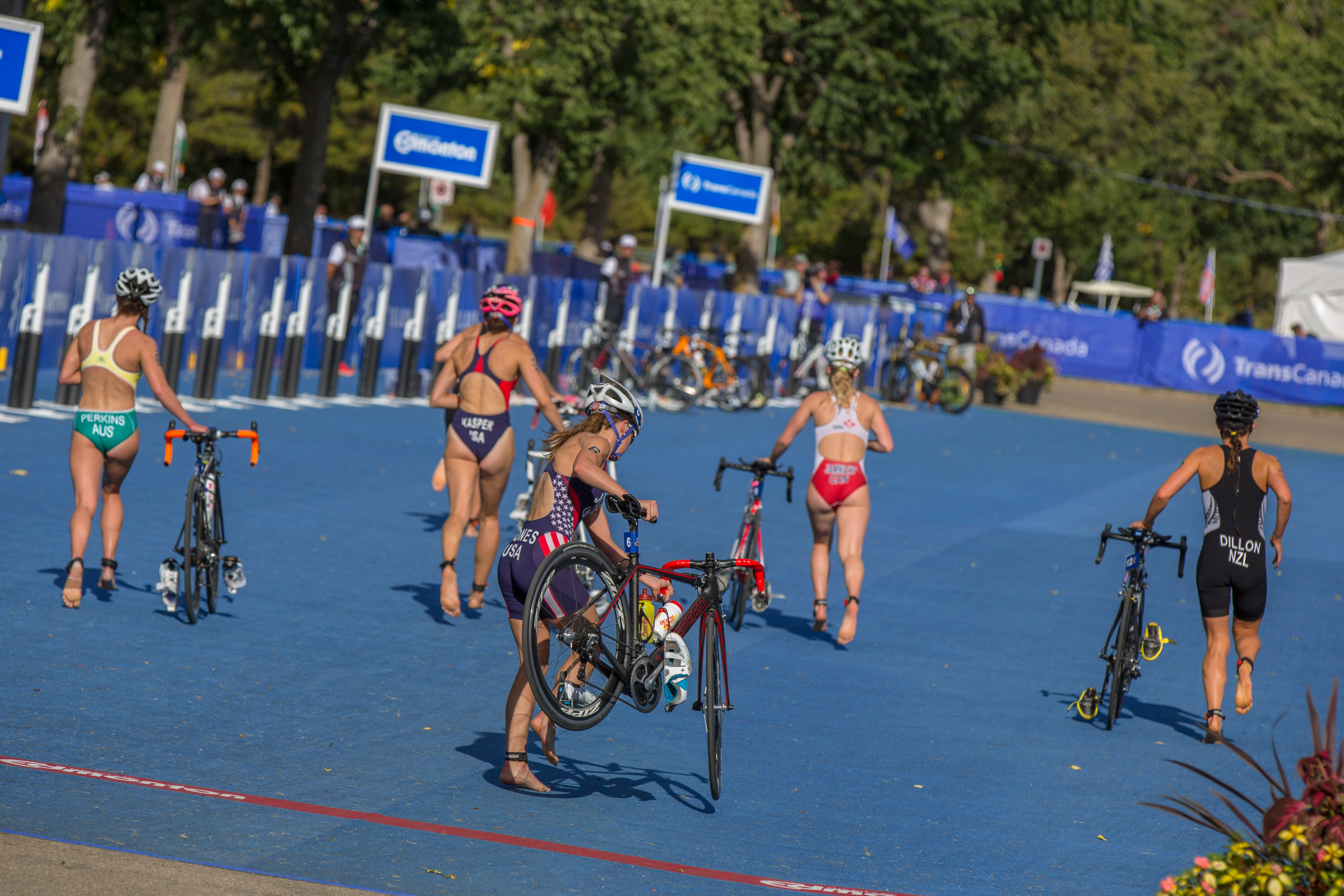
Wechsel vom Rad zum Laufen beim Grand Final der ITU World Championship Series 2014 in Edmonton. Athleten, die bis zur Linie im Vordergrund nicht vom Rad abgestiegen sind, erwartet eine Zeitstrafe.

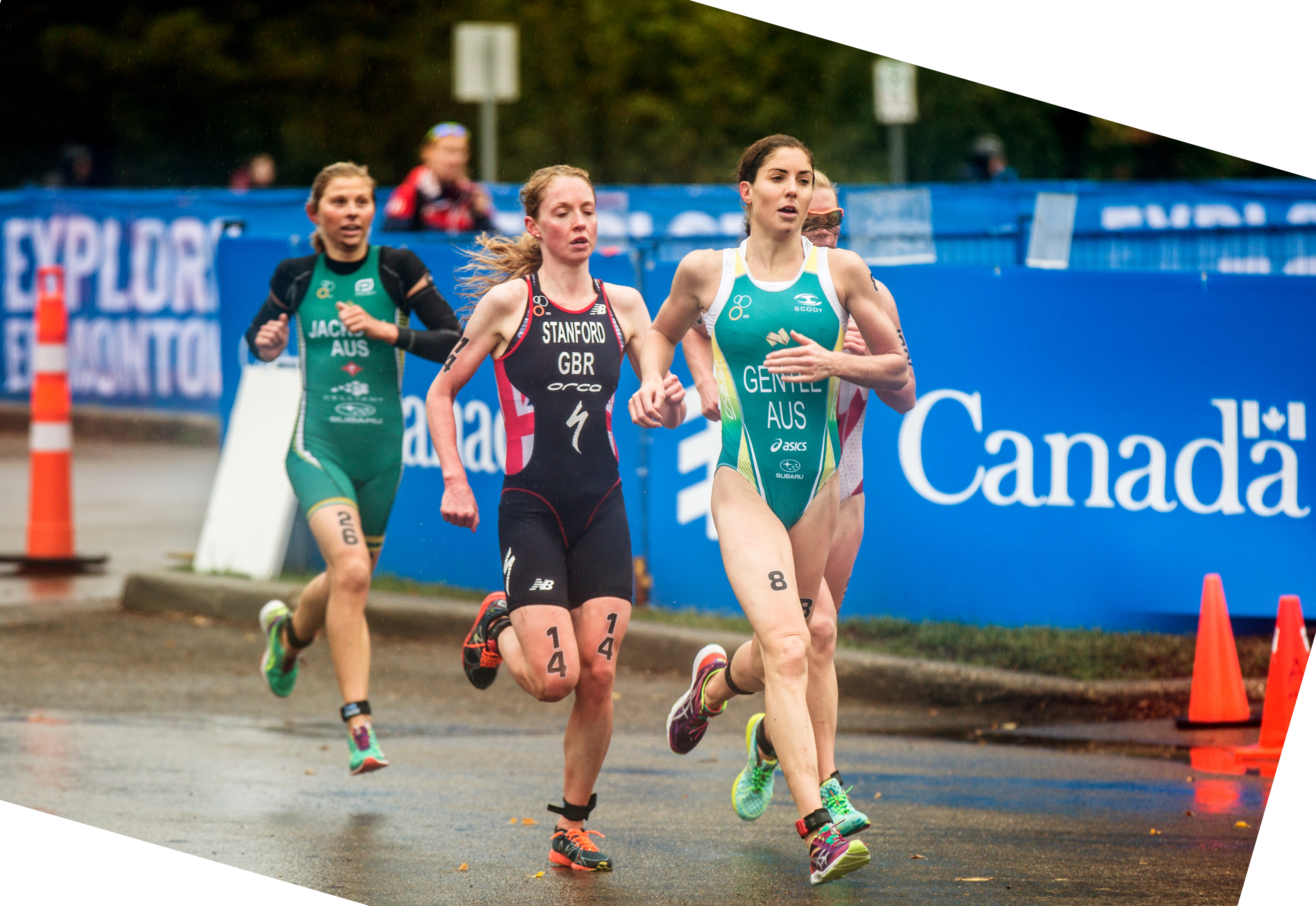
Emma Jackson, Non Stanford und Ashleigh Gentle auf der Laufstrecke bei der ITU World Championship Series 2015 in Edmonton

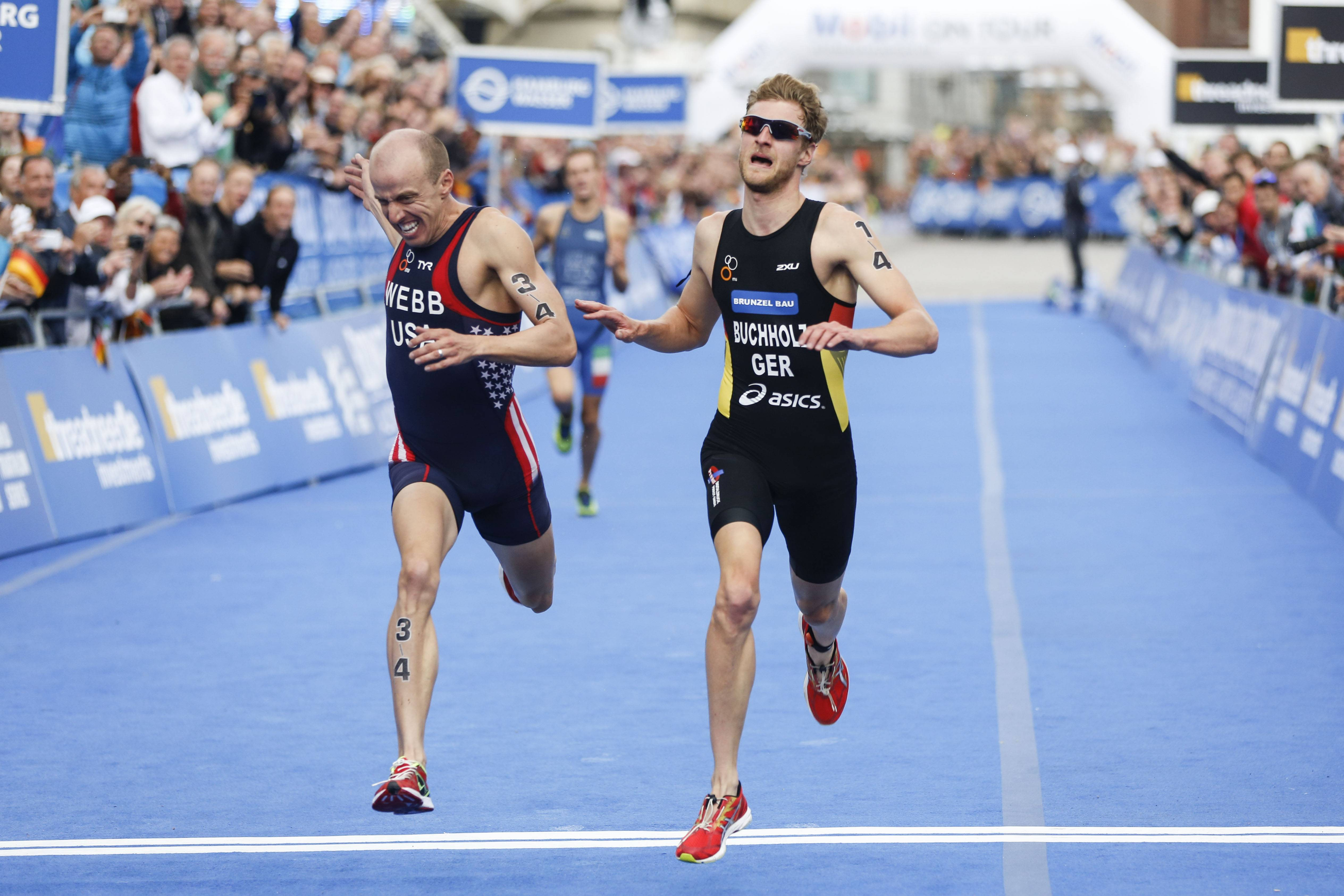
Alan Webb und Gregor Buchholz im Ziel des ITU World Triathlon Hamburg (2014)

Fünf Monate später fand ebenfalls in Avignon die erste Triathlon-Weltmeisterschaft 1989 statt. Bereits im Januar 1990 war Triathlon Demonstrationssportart bei den Commonwealth Games in Auckland. 1991 fand der erste „ITU World Cup“ mit elf Wettkämpfen in acht Ländern statt. 1992 wurde die Ergänzung von Triathlon bei den World University Games sowie den Goodwill Games beschlossen. Im Juni 1991 wurde die ITU ins IOC aufgenommen, und auf einem Kongress am 4. September 1994 in Paris entschied das IOC, Triathlon erstmals in das Wettkampfprogramm für die Olympischen Spiele 2000 in Sydney aufzunehmen – wenn auch zunächst ausdrücklich nur vorläufig. Eine zuschauerfreundliche Präsentation der Wettkämpfe war jetzt wichtig, wozu gehörte, dass in dem Moment, in dem der erste Athlet die Ziellinie überquerte, auch der Sieger feststand. Nachdem es in den ersten Jahren bei Kurzdistanz-Weltmeisterschaften immer lange gedauert hatte, bis alle offiziellen Proteste gegen Kampfrichterentscheidungen behandelt worden waren, wurde bei der Kurzdistanz-WM im November 1995 in Cancún erstmals Drafting freigegeben.
Damit spaltete sich Triathlon in zwei Wettkampfformate mit völlig unterschiedlicher Charakteristik: Auf der einen Seite der Kampf des Einzelnen gegen die Uhr bei verbotener Nutzung von Windschatten auf der Radstrecke, auf der anderen Seite Drafting-Wettkämpfe, bei denen Athleten, die nicht vom Startschuss weg mit an der Spitze dabei waren, kaum noch eine Chance hatten.
1994 und 1995 ehrte die ITU erstmals Weltmeister über die Langdistanz beim Triathlon International de Nice, seither wird deren Ausrichtung alljährlich an eine andere Veranstaltung vergeben. Formal keine Weltmeisterschaft im eigentlichen Sinne ist der Ironman Hawaii, auch wenn dieser bereits seit 1982 – lange vor der Gründung von Sportverbänden – den Begriff „Ironman World Championship“ als geschütztes Markenzeichen nutzte.
1998 kam es zu einer Vereinbarung, die deren heute zum chinesischen Dalian Wanda Konzern gehörenden Veranstalter WTC die Verwendung des Markenzeichens zugesteht, ohne dass dies hierdurch einer durch einen Sportverband vergebenen Weltmeisterschaft entspreche. Die Vereinbarung wurde 2006 durch das CAS bestätigt. Die Situation ist im Triathlon – zumindest bezogen auf den deutschsprachigen Raum – damit ähnlich wie z. B. im Radsport oder im Tennis, wo auch einzelne Veranstaltungen wie die Tour de France oder Wimbledon höhere Aufmerksamkeit als offizielle Meisterschaften genießen.
Seit 2009 wird die Weltmeisterschaft auf der olympischen Distanz nicht mehr bei einem einzelnen Wettkampf, sondern über die ITU World Championship Series ausgetragen. Ebenfalls seit 2009 werden Weltmeisterschaften im Team Relay ausgetragen.
Die Teams setzen sich aus je zwei Frauen und Männern zusammen, jedes Mitglied absolviert nacheinander einen Super-Sprint aus 250 m Schwimmen, 6,6 km Radfahren und 1,6 km Laufen.
Das Format ist Bestandteil Olympischer Jugendspiele und wurde 2013 in das Programm Olympischer Sommerspiele aufgenommen. 2015 war Triathlon auch Bestandteil der ersten European Games.
Die Strecken für die Olympischen Spiele 2020 in Tokio betrugen für Frauen und Männer jeweils 1,5 km Schwimmen, 40 km Radfahren und 10 km Laufen.

### Preisgelder
Bereits Mitte der 1980er Jahre entwickelte sich ein Wettstreit der Veranstalter um Topathleten, um Medienaufmerksamkeit zur Optimierung der Vermarktung zu erreichen: Im Jahr 1985 wurden beim Triathlon Longue Distance de Nice 75.000 US-Dollar Preisgeld gezahlt. Um ein erneutes Fernbleiben der Topstars zu vermeiden, zog der Ironman Hawaii ein Jahr später mit 100.000 US-Dollar Preisgeld nach. 1993 lockte der Powerman Zofingen mit 200.000 US-Dollar als weltweit höchstem Preisgeld die Athleten. 1996 schuf „OnLine Sports International“ den „International Triathlon Grand Prix“ mit 1 Million US-Dollar Preisgeld bei zehn Wettkämpfen u. a. auf Hawaii und in Koblenz, über die weltweit im Fernsehen berichtet wurde.
Die WTC zog nach und zahlte beim Ironman Hawaii 1997 insgesamt 250.000 US-Dollar aus.
Ab 2002 veranstaltete eine amerikanische Fitness-Kette den Lifetime-Fitness Triathlon mit 500.000 US-Dollar Preisgeld 2004. Beim Ironman Hawaii kletterte das Gesamtpreisgeld 2002 daraufhin auf 430.000 US-Dollar und 2005 auf 580.000 US-Dollar. Das bisher höchste Preisgeld bei einem einzelnen Wettkampf wurde mit 1,1 Millionen US-Dollar beim Hy-Vee Triathlon in Des Moines ausgezahlt, wo alleine die Sieger 151.000 US-Dollar erhielten. In der ITU World Championship Series über die Kurzdistanz wurden 2015 insgesamt 3,0 Millionen US-Dollar ausgeschüttet, pro World-Triathlon-Series-Rennen 150.000 US-Dollar. Das höchste Preisgeld bei einem Wettkampf in Europa schüttete 2014 und 2015 der ITU World Triathlon Hamburg mit 240.000 US-Dollar aus. 2015 betrug das Preisgeld beim Ironman Hawaii 650.000 US-Dollar.

Daneben veranstaltet die WTC aber auch zwanzig Wettkämpfe in Nordamerika, bei denen 2015 überhaupt kein Preisgeld gezahlt wurde. Um die Profi-Triathleten an seine Wettkampfserie zu binden, verlangt der Veranstalter WTC von ihnen seit 2011 für eine Teilnahme auf Hawaii eine Qualifikation über ein Punkte-System. In der Regel werden je Athlet hierzu mindestens vier WTC-Wettkämpfe absolviert. Bei rund einem Drittel der Qualifikations-Wettkämpfe erhält der Sieger 3000 bzw. 5000 US-Dollar, der fünftplatzierte Profi gerade noch 500 US-Dollar.
Daniela Ryf und Mario Mola waren 2018 die Topverdiener, als einzige gelang es Ryf in diesem Jahr mit ihrem insgesamt gewonnenen Preisgeld die Grenze von 200.000 US-Dollar zu überschreiten (201.000 US-Dollar; Stand: November 2018).
2015 konnten weltweit sechzehn männliche und achtzehn weibliche Profi-Triathleten insgesamt mehr als 50.000 Euro Preisgeld einnehmen.

Auch wenn hierzu ergänzend noch Antrittsgelder und Sponsorenzahlungen kommen können, liegen die Einnahmen von Profi-Triathleten deutlich unter denen in anderen populären Sportarten. Kader-Mitglieder verfügen häufig noch über zusätzliche Einkünfte z. B. als Sportsoldat und durch die Sporthilfe und kommen so gemäß einer Studie von 2010 auf ein durchschnittliches monatliches Bruttoeinkommen von 1608 Euro, andere Profi-Triathleten sind auf Nebentätigkeiten angewiesen. Alleine im „Kona Pro Ranking System“ des zur chinesischen Wanda Group gehörenden Veranstalters WTC, über das sich Profis für den Ironman Hawaii qualifizieren, waren im Jahr 2015 346 männliche und 205 weibliche Profi-Triathleten in gelistet.
18 % von ihnen gelang das Vorhaben, exakt 57 männliche und 42 weibliche Triathlon-Profis fanden ihren Weg auf die Startliste, von denen aber letztlich 80 % den Heimweg wieder ohne Preisgeld antraten. Ein wichtigeres Kriterium als die Preisgelder ist daher aus Sicht des Profis oft seine Medienpräsenz bei einer Veranstaltung, denn für Sponsoren misst sich der Marktwert eines Athleten an der Berichterstattung in Presse und Fernsehen.

### Einfluss der Medien
Die Frage, welcher Triathlon der „bedeutendere“ sei, wird in den Medien einzelner Länder und damit auch deren Öffentlichkeit unterschiedlich beantwortet. So gibt es im deutschsprachigen Raum außer in der Fachpresse kaum Berichte über ITU-Weltmeisterschaften über die Langdistanz, auch wenn die Medaillen dort an bekannte Triathleten wie Chris McCormack, Craig Alexander, Marino Vanhoenacker, Luc Van Lierde, Greg Welch und Rob Barel sowie Chrissie Wellington, Mirinda Carfrae, Leanda Cave, Rachel Joyce, Caroline Steffen und Natascha Badmann gingen.

In zweiundzwanzig Jahren konnte sich seit einem zweiten Platz von Lothar Leder 1994 sowie einem dritten Platz des Schweizers Jean-Christophe Guinchard im Jahr 1997 noch kein einziger weiterer männlicher Athlet aus dem deutschsprachigen Raum auf dem Siegespodest platzieren. Dagegen ging über die Hälfte der Podestplatzierungen bei den Männern – 37 der von 1994 bis 2016 vergebenen 72 Medaillen – an dänische, britische und französische Athleten.
In deutschsprachiger Presse und Fernsehen und damit auch der Öffentlichkeit genießt der Ironman Hawaii resultierend aus der Dominanz des in den 1990er Jahren mit Abstand größten Triathlons in der Region, des Ironman Europe in Roth, bis heute eine erheblich höhere Aufmerksamkeit. Während dagegen dänische, britische und französische Männer bis auf einen dritten Platz durch Torbjørn Sindballe 2007 noch kein einziges Mal während der „Flower Ceremony“ des Ironman Hawaii auf dem Siegespodest standen, dominierte dort bei den Männern im Zeitraum 1993 bis 2015 kein anderes Land so wie Deutschland: 24 Podestplatzierungen erreichten deutsche Männer in dieser Zeit beim Ironman Hawaii – doppelt so viele wie Australien (zwölf Medaillen) oder die USA (elf Medaillen).
Bei Weltmeisterschaften über die olympische Distanz gingen von 1989 bis 2015 – Frauen und Männer zusammen betrachtet – fast ein Drittel (47) der Medaillen an Australien.
Zusammen mit Großbritannien und Neuseeland stellten diese drei Länder 55 % (89 von 162) der Podestplatzierungen. Deutsche Athleten standen in diesen 27 Jahren acht Mal auf dem Siegespodest, darunter ein einziges Mal durch Daniel Unger 2007 als Weltmeister. Nur vier der 162 Medaillen wurden Schweizer Athleten verliehen, dagegen standen beim Ironman Hawaii in den zwei Dekaden seit 1996 gerade bei den Frauen die Athletinnen keines Landes außer denen aus der Alpenrepublik öfter auf dem Siegerpodest: Zwölf Mal kamen Schweizerinnen von 1996 bis 2015 unter die Top 3 auf Hawaii.

### Entwicklung von Teilnehmerzahlen und Wettkämpfen
Zunehmende Berichterstattung in den Medien sorgte für eine kontinuierlich steigende Zahl von Wettkämpfen und Teilnehmern und umgekehrt:
- In den USA stieg die Anzahl der Triathlonwettkämpfe von 1.510 im Jahr 2004 auf 4.397 im Jahr 2014, die Zahl der Triathleten mit Startpass des USAT im gleichen Zeitraum von 53.000 auf 170.000.[57]
- In Großbritannien wurden aus 803 Triathlonwettkämpfen mit kumuliert 120.620 Startern im Jahr 2009 insgesamt 1.207 Triathlons mit zusammen 196.303 Startern[58]
- In Australien stieg die Zahl der ausgegebenen Startpässe von 9.744 im Jahr 2010 auf 21.445 im Jahr 2014, insgesamt wurden 154.467 Starter bei australischen Triathlons 2014 gezählt.[59]
- In Frankreich stieg die Zahl der ausgegebenen Startpässe von 20.451 im Jahr 2004 auf 46.720 im Jahr 2014.[60]
- In Deutschland wuchs die Zahl der Teilnehmer an Triathlonveranstaltungen von 90.000 im Jahr 2003 auf 270.000 bei rund 630 Triathlonwettkämpfen im Jahr 2017, über 27.000 Startpässe gab die DTU 2017 aus.[61] Die Mitgliederanzahl wuchs kontinuierlich von rund 23.000 im Jahr 2002 auf rund 55.000 im Jahr 2015.[62]
- In Österreich wurden 2014 kumuliert 39.204 Starter bei 104 Triathlonveranstaltungen gezählt, insgesamt gab der ÖTRV 1.895 Startpässe/Lizenzen heraus.[63] 2005 hatte die Zahl der Startpässe/Lizenzen noch bei 570 gelegen.[64]
- In der Schweiz stieg die Zahl der Starter bei Wettkämpfen von 19.618[65] im Jahr 2004 auf 28.108 bei 301 Wettkämpfen im Jahr 2014. 2014 wurden 2.212 Startpässe/Jahreslizenzen ausgestellt.[66]

1983 führte der Ironman Hawaii erstmals Qualifikationskriterien ein, 2002 verfügte die WTC über ein Netzwerk von neun Qualifikationsrennen in den USA und dreizehn weiteren weltweit, 40.000 Triathleten weltweit alleine an diesen Wettkämpfen zahlten damals für ihre Teilnahme ein durchschnittliches Startgeld von 375 US-Dollar. 2005 führte die WTC zusätzlich ihre neue Triathlon-Marke Ironman 70.3 über die halbe Distanz des Ironman Hawaii ein. 2008 nahmen bereits 88.000 Triathleten weltweit an Wettkämpfen der Marken der WTC teil, die durchschnittlichen Teilnahmegebühren waren seit 2002 um 40 % gestiegen. Nachdem die WTC 2008 in den Besitz eines Private-Equity-Unternehmen wanderte, wuchs die Zahl ihrer Wettkämpfe bis 2013 auf 83 Wettkämpfe. Unter dem Label des größten Wettbewerbers, der Challenge Family, wurden 2015 weltweit siebenunddreißig Triathlonwettkämpfe über unterschiedliche Distanzen organisiert, wobei deren durchschnittliche Preisgelder geringfügig höher als bei den Wettkämpfen des Marktführers WTC lagen.

### Triathlon in Deutschland

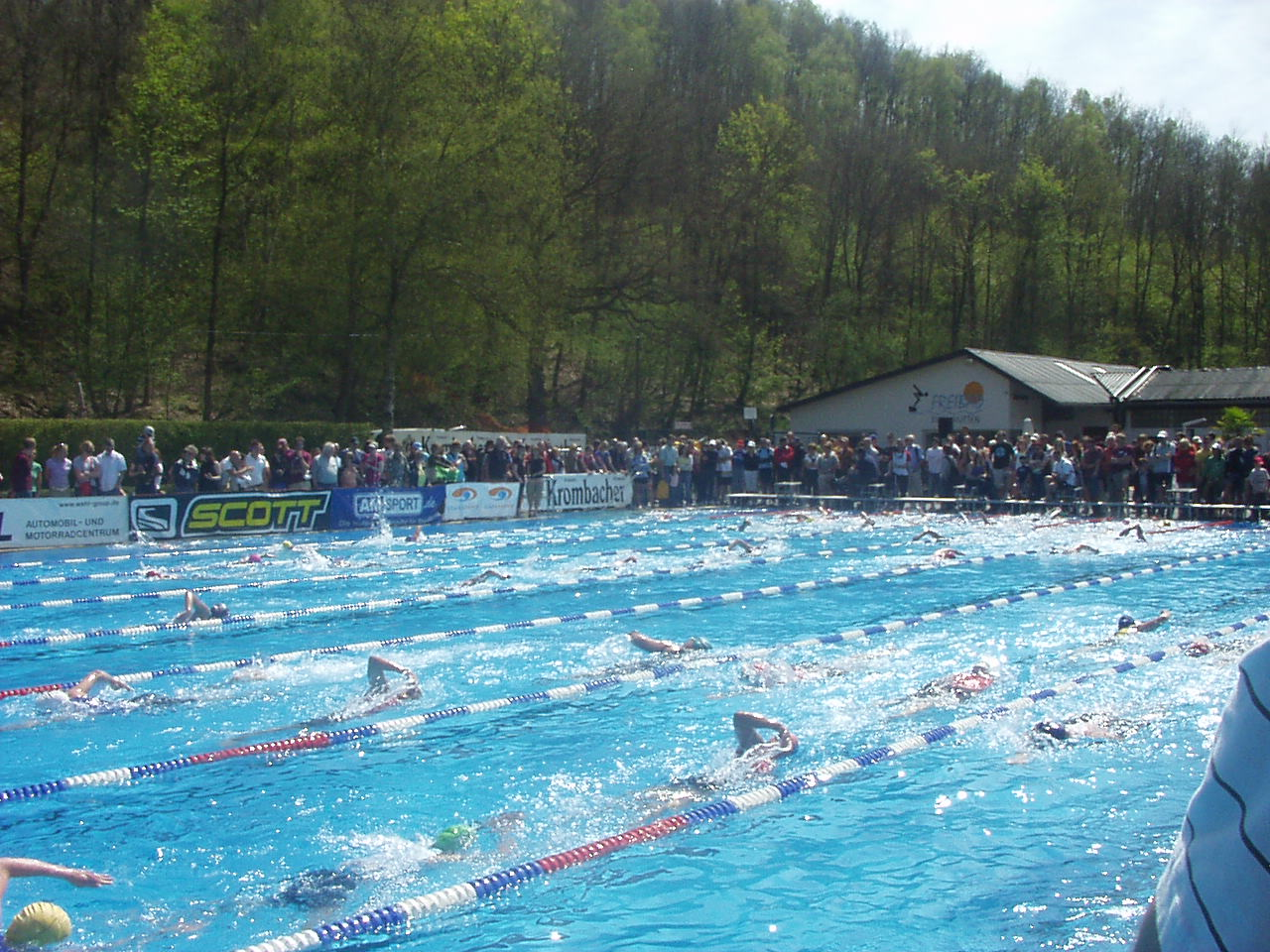
Bei der traditionellen Saisoneröffnung in Deutschland, dem Siegerland-Cup in Buschhütten, findet das Schwimmen in einem Freibad statt

Beginnend in den 1980er Jahren entstand sowohl in der Bundesrepublik Deutschland als auch in der DDR (dort zunächst Ausdauerdreikampf bzw. A3K genannt) eine Triathlonkultur in Deutschland. Die Deutsche Triathlon Union entstand als neuer sportlicher Dachverband. Im Zuge des allgemeinen Fitnesstrends etablierte sich Triathlon rasch als Breitensport. In den 1990er Jahren lagen die Teilnehmerzahlen bei Veranstaltungen im deutschsprachigen Raum außer beim Ironman Europe, der alleine 1998 viertausend Anmeldungen für 2700 Startplätze erhielt, in der Regel bei höchstens einigen hundert Triathleten. Zu Beginn der 2000er Jahre etablierten sich neben der Challenge Roth mit dem Ironman Germany, dem Ironman Austria, dem Köln-Triathlon und dem Challenge Kraichgau, aus dem 2015 der Ironman 70.3 Kraichgau wurde, weitere teilnehmerstarke Veranstaltungen mit mehreren tausend Teilnehmern. 2002 entstand in Hamburg der Holsten City-Man, der im Laufe der Jahre sogar auf eine fünfstellige Teilnehmerzahl anwuchs und 2015 als ITU World Triathlon Hamburg mit 240.000 US-Dollar das höchste Preisgeld in Deutschland ausschüttete. Daneben entwickelten sich in zahlreichen Städten Triathlonveranstaltungen mit vierstelliger Teilnehmerzahl, wobei häufig Einsteigerwettkämpfe über die Sprintdistanz, Kurzdistanzen und manchmal auch Triathlonliga-Rennen verknüpft werden. Rund 630 Triathlonveranstaltungen fanden 2017 in Deutschland statt. Addiert man deren Teilnehmerzahlen, kommen insgesamt 270.000 Starter zusammen. 2003 wurden insgesamt 90.000 Starter gezählt. Neben deutschen Meisterschaften veranstaltet die Deutsche Triathlon Union die Deutsche Triathlonliga mit der 1. Bundesliga und einer in zwei Staffeln aufgeteilten 2. Bundesliga (Nord und Süd). Darunter werden Regionalligen in sechs Regionen und weitere Ligen auf Landesebene durchgeführt.
Insbesondere im ländlichen Bereich des deutschsprachigen Raums war 2015 bereits gegen Zahlung eines niedrigen zweistelligen Betrags eine Teilnahme an einem der vielen Volkstriathlons möglich. Die höchsten Teilnahmegebühren in Deutschland fielen beim Ironman Germany in Frankfurt an, der über 3000 Anmeldungen 2015 erhielt.
Hier hatte jeder Triathlet 515 Euro zuzüglich 6 % Gebühren für eine Aufnahme in die Startliste zu zahlen. 2009 waren in Frankfurt noch 400 € zu entrichten gewesen, bei der Premiere 2002 reichten sogar noch 500 DM (255 Euro). Als 1988 der Ironman Europe in Roth erstmals als Qualifikationswettkampf für Hawaii stattfand, war dies der erste Triathlon in Deutschland, für den die damals 706 Anmeldenden mit je 105 DM (54 €) einen dreistelligen Betrag bezahlen mussten.

## Teilnehmerstruktur

### Sozialstruktur
Triathlon kann grundsätzlich ein kostengünstiger Sport sein, denn zu einer Teilnahme sind nicht viel mehr als ein in fast jedem Haushalt verfügbares Fahrrad, ein paar Laufschuhe und Badebekleidung erforderlich; vielerorts sind für Veranstaltungen Teilnahmegebühren von einem niedrigen zweistelligen Geldbetrag aufzuwenden. Wird der Sport ambitionierter betrieben, geben die Athleten, die im Schnitt in Deutschland 38 Jahre alt sind, oft mehrere tausend Euro für ihr Hobby aus. Dies beinhaltet neben hochwertigen Rennrädern auch die Ausrüstung für Schwimmen und Laufen, hinzu kommen Trainingslager, Kosten für Einzeltraining und eine gezielte Ernährung. 2016 betrug z. B. die Teilnahmegebühr am Ironman Hawaii 918 US-Dollar zuzüglich Reisekosten, dazu kommen nicht unerhebliche Ausgaben für die Teilnahme an einem Qualifikationswettbewerb. Entsprechend stellen die am Ausrüstungsmarkt beteiligten Anbieter fest, dass Triathleten über ein überdurchschnittliches Einkommen verfügen und bereit sind, das für ihren Sport auszugeben. Eine Sportmarketing-Studie von 2009 sieht Triathlon auf Platz fünf unter den Sportarten mit dem größten Potenzial für Sponsoren.
Der Veranstalter des Ironman Switzerland wirbt seine Sponsoren damit, dass 81 % seiner Teilnehmer über einen akademischen Grad als Bachelor, Master oder Nachdiplom verfügen, weitere 12 % haben zumindest ein Gymnasium absolviert. Der Veranstalter Xterra nannte bereits 2010 für Triathleten in den USA ein durchschnittliches Einkommen von 126.000 US-Dollar. Der heute zum chinesischen Dalian Wanda Konzern gehörende Veranstalter WTC nannte 2010 gar ein durchschnittliches Einkommen seiner Teilnehmer von 160.000 US-Dollar.
Der Lehrstuhl für BWL an der Universität Bamberg stellte in einer Studie fest, dass die Ausübung von Triathlon und beruflicher Erfolg auf vielen Ebenen miteinander verschmelzen. In dem von Individualisten geprägten Sport werden Fähigkeiten ausgebaut, die in das berufliche Handlungsfeld übertragen für Führungspositionen hilfreich sind. Hierzu zählen Durchhaltevermögen, Willenskraft, eine realistische Einschätzung der eigenen Leistungsmöglichkeit und intrinsische Motivation, dazu fördert körperliche Fitness die psychologische Belastbarkeit. Entsprechend entwickelte sich „Ironman“ zum Statussymbol für den Lebenslauf.

### Geschlechts- und altersspezifische Merkmale im Breitensport

#### International
Erheblich unterscheidet sich das Verhältnis der Anzahl männlicher und weiblicher Triathleten international. In Neuseeland und Kanada ist der Anteil von Triathletinnen an Wettkämpfen der Marken „Ironman“ und „Ironman 70.3“ fünf- bis sechsmal höher als in Spanien oder Italien und auch mehr als doppelt so hoch wie in Deutschland und Österreich.
Ähnliches ist auch in anderen Ausdauersportarten zu beobachten: Beim Berlin-Marathon liegt der Anteil der Frauen an den Teilnehmern bei 24 %, während er bei US-amerikanischen Marathonläufen durchschnittlich 43 % beträgt. Beim Berliner Halbmarathon sind nur 37 % der Teilnehmer Frauen, in den USA dagegen sind 61 % der Läufer auf dieser Distanz weiblich.

#### Deutschland
In den Anfangsjahren des Triathlon hatten Triathletinnen Exoten-Status: Beim ersten Ironman Europe 1988 waren 97 % der erfolgreichen Teilnehmer männlich. Trotz kontinuierlichem Anstieg in der Folgezeit erreichte der Anteil der Triathletinnen nur 16,6 % als bisheriges Maximum beim teilnehmerstärksten Langdistanz-Triathlon, dem Challenge Roth (2014). Beim Hamburg Triathlon mit seinen bezüglich Starteranzahl mit Roth vergleichbaren Wettkampfformaten wuchs der Anteil der Triathletinnen auf der olympischen Distanz von 9,5 % bei der Premiere 2002 kontinuierlich auf 20,5 % 2015, auf der Sprintdistanz sogar von 19,1 % auf 35,5 %.
Gravierend ist der Unterschied in der Altersstruktur: Während 2015 gleich viele männliche und weibliche Triathleten unter dreißig Jahren auf der Sprintdistanz in Hamburg starteten, sank der Anteil der Triathletinnen in den höheren Altersklassen rapide. Absolut nahmen in der Altersklasse der 30- bis 34-Jährigen die meisten Triathletinnen teil, die größte Anzahl männlicher Triathleten kam dagegen in der Altersklasse der 45- bis 49-Jährigen ins Ziel. Auf der Langdistanz beim Challenge Roth 2015 war der Anteil der Triathletinnen unter den 30–34-jährigen Teilnehmern am höchsten (20 %). Die Altersklasse 35–39 Jahre war die mit der absolut größten Anzahl an Triathletinnen, während die teilnehmerstärkste Altersklasse der Männer auch in Roth die von 45 bis 49 Jahren war.
Eine Studie ergab als signifikante Unterschiede im Selbstbild deutscher Langdistanz-Triathleten, dass sich Männer selbst eher als Leistungssportler einordnen, Triathletinnen sich dagegen überwiegend als Breitensportler sehen. Während Langdistanz-Triathletinnen gleichermaßen auch mit Freunden oder ihrem Partner trainieren, bereiten sich Männer zu 70 % alleine auf Wettkämpfe vor. Die Mehrzahl der männlichen Triathleten hat mindestens ein Kind, dagegen sind fast zwei Drittel der Triathletinnen kinderlos.
Triathletinnen nennen im Vergleich zu ihren männlichen Pendants überproportional häufig Attraktivitätsmotive, Sinn- und Selbstverwirklichungsmotive sowie Sozialmotive als Treiber ihrer sportlichen Aktivitäten.

### Geschlechtsspezifische Unterschiede im Leistungssport
Seit Athleten-Protesten wegen unterschiedlicher Verteilung der Preisgelder vor den ersten offiziellen Triathlon-Weltmeisterschaften 1989 in Avignon gibt es bei Weltcups wie auch Weltmeisterschaften der Elite eine paritätische Preisgeldverteilung.
Auch die Startplatzanzahl bei Olympischen Spielen ist unabhängig vom Geschlecht.
In Deutschland kam es im Jahr 2000 bei den deutschen Meisterschaften über die Mitteldistanz zu Protesten: 20 % des Preisgelds von 20.000 DM ging an die schnellsten drei Triathletinnen, 80 % an die Männer bis Platz zehn. Die Athletinnen machten den für einen Sieg vom Geschlecht unabhängigen Trainingsaufwand geltend. Im Folgejahr wurde daraufhin ein Jagdstart, bei dem Triathletinnen einige Minuten früher starteten, eingeführt. Das Preisgeld wurde unabhängig vom Geschlecht in der Reihenfolge des Zieleinlaufs gezahlt. Den gleichen Austragungsmodus hatte es in den 1990er Jahren bereits beim Powerman Zofingen gegeben, damals der Wettkampf mit dem weltweit höchsten Preisgeld in der Triathlonszene. 2002 übernahm die Fitnesskette Life Time Fitness die Idee und initiierte den Battle of the Sexes Triathlon in Minneapolis, ab dem Folgejahr mit 500.000 US-Dollar Preisgeld der damals höchstdotierte Triathlon weltweit.
Der Veranstalter WTC schüttet bei Wettkämpfen seiner Marken „Ironman“ und „Ironman 70.3“ Preisgeld paritätisch aus. Die höchste Preisgeldsumme schreibt er bei seinen Saison-Höhepunkten, die er unter seinem geschützten Markenzeichen „Ironman World Championship“ und „Ironman 70.3 World Championship“ vermarktet, aus. Der Qualifikationsmodus mit 50 Startplätzen für männliche und 35 für weibliche Profis führt dazu, dass Profi-Triathletinnen durchschnittlich 21 % mehr Wettkämpfe (im Mittel 3,4 zu 2,8) absolvieren müssen.

Bei rund einem Drittel der Qualifikations-Wettkämpfe erhält ein fünftplatzierter Profi dabei gerade noch 500 US-Dollar, was in der Regel nicht einmal seine Reisekosten deckt. Unter dem Hashtag #50womentokona startete eine Social-Media-Initiative mit einem von mehreren hundert Unterstützern unterzeichneten offenen Brief.
Die Firma WTC lehnt eine paritätische Vergabe der Profi-Startplätze wegen der geringeren Anzahl weiblicher Amateure ab. Außerdem wären die 15 zusätzlichen Startplätze dann an anderer Stelle – wahrscheinlich bei den Männern – zu streichen. Gleichzeitig erhöhte die WTC aber das Gesamtstarterfeld beim Ironman Hawaii (inklusive Amateuren) von 2185 Athleten (2013) auf 2472 Athleten (2018).

## Organisationen

### Sportverbände
Zu den Aufgaben der Sportverbände zählt u. a. die Weiterentwicklung eines einheitlichen Regelwerks sowie deren Bewahrung durch die Ausbildung von Kampfrichtern zur Sicherstellung eines sicheren und fairen Wettkampfbetriebs, strukturelle Organisation und Förderung des Verbands- und Vereinswesens, die Nachwuchsarbeit, internationale Absprachen zwischen den Landesverbänden, die Koordination des olympischen Leistungssports (die Nominierung von Athleten für Olympische Spiele erfolgt durch die NOKs auf Vorschlag der Landesverbände), Durchführung und Fortentwicklung des Doping-Kontroll-Systems in Zusammenarbeit mit NADA und WADA sowie die Vergabe der Ausrichtung von nationalen, kontinentalen sowie Weltmeisterschaften.
Zur Entwicklung der Mitgliederzahlen der Verbände siehe auch: Entwicklung von Teilnehmerzahlen und Wettkämpfen
- International Triathlon Union (ITU), internationaler Dachverband, der die Sportart Triathlon im IOC und Sportaccord
- European Triathlon Union (ETU), europäischer Dachverband
- Deutsche Triathlon Union (DTU), vertritt als deutscher Dachverband die Sportart Triathlon im DOSB sowie Deutschland in der ETU und der ITU
- Österreichischer Triathlonverband (ÖTRV), vertritt als österreichischer Dachverband die Sportart Triathlon im ÖOC sowie Österreich in der ETU und der ITU
- Swiss Triathlon, vertritt als Schweizer Dachverband die Sportart Triathlon in Swiss Olympic sowie die Schweiz in der ETU und der ITU

### Weitere Organisationen
- International Ultra Triathlon Association (IUTA), Interessensgemeinschaft u. a. zur Koordination für über das Regelwerk der ITU hinausgehende Wettkampfdistanzen, kein Mitglied im IOC oder Sportaccord, ohne int. Anerkennung.

### Veranstalter und wichtige Rennserien

#### Verbände auf internationaler Ebene
Die internationale Organisation liegt bei der International Triathlon Union (ITU): u. a. ITU World Championship Series und Weltcups
- European Triathlon Union (ETU): 43 nationale Organisationen; Europameisterschaften auf den verschiedenen Distanzen
- Pan American Triathlon Confederation (PATCO): 36 nationale Organisationen
- Asian Triathlon Confederation (ASTC): 22 nationale Organisationen
- Africa Triathlon Union (ATU): 11 nationale Organisationen
- Oceania Triathlon Union (OTU): 10 nationale Organisationen

#### Organisationen auf nationaler Ebene
Für die Organisation der Rennen in den einzelnen Nationen und der Aufstellung und Förderung eines Nationalkaders sowie der Vereine sind nationale Organisationen zuständig, dies sind z. B.:
- Deutsche Triathlon Union (DTU): u. a. Triathlon-Bundesliga (deutsche Club-Meisterschaftsserie)
- Österreichischer Triathlonverband (Austrian Triathlon Federation, ÖTRV oder TRI Austria)
- Swiss Triathlon
- Fédération Française de Triathlon (F.F.TRI.): u. a. Grand Prix de Triathlon (französische Club-Meisterschaftsserie)
- Federación Española de Triatlón
- Russische Triathlon-Verband

#### Kommerzielle Veranstalter

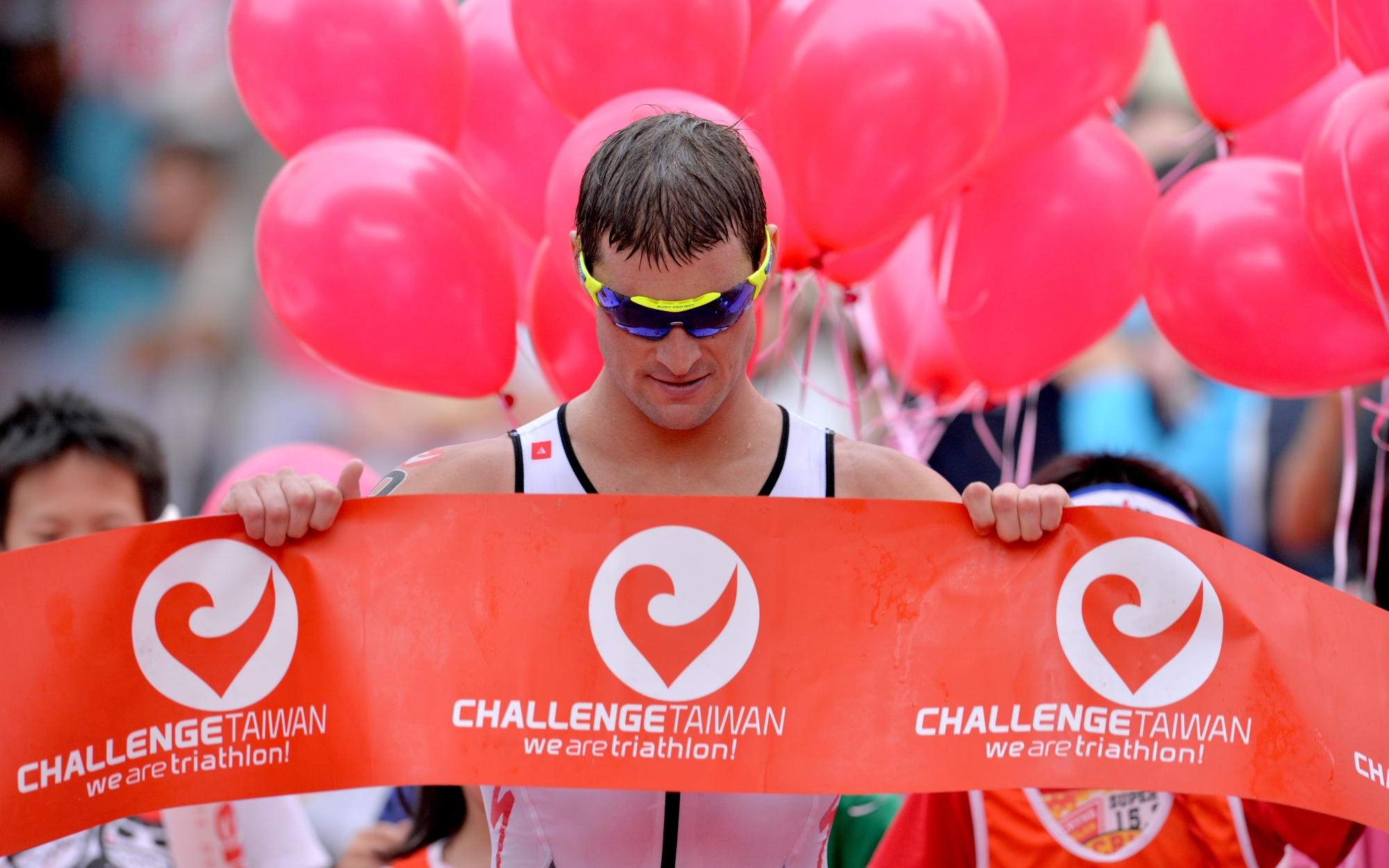
Challenge Family ist die weltweit zweitgrößte Wettkampf-Serie im Triathlon (u. a. Challenge Roth, Challenge Heilbronn, Challenge Regensburg, Challenge Walchsee-Kaiserwinkl)

- WTC (Dalian-Wanda): Ironman Hawaii, Ironman Germany, Ironman Austria, Ironman Switzerland, Ironman 70.3 Germany und über hundert weitere Veranstaltungen, Inhaber der Rechte an den Marken Ironman, Ironman 70.3, 5i50 u. a.
- International Management Group (IMG): u. a. London Triathlon (weltweit teilnehmerstärkster Triathlon),[101] Escape from Alcatraz Triathlon, Blenheim Triathlon, Alpe d’Huez Triathlon, Barcelona Triathlon
- Team Challenge GmbH: Challenge Roth und über die Challenge Family Lizenzgeber für weltweit über vierzig weitere Triathlon-Veranstaltungen unter dem Label Challenge
- Lagardère Sports (bis 2008 Upsolut), im Januar 2016 von der chinesischen Dalian Wanda Group aufgekauft worden: Veranstalter des ITU World Triathlon Hamburg, mit 10.000 Teilnehmern neben dem London Triathlon eine der weltweit teilnehmerstärksten Veranstaltungen, sowie u. a. des ITU World Triathlon Stockholm, des ITU World Triathlon Abu Dhabi, des ITU World Triathlon Kapstadt und des ITU World Triathlon Leeds.[102]
- Revolution3 Triathlon (Rev3Tri): Veranstalter einer Serie von Triathlonwettkämpfen in den USA über die halbe und ganz Ironman-Distanz
- Life Time Fitness: Veranstalter der Life Time Tri Series in den USA mit u. a. dem New York City Triathlon, dem Chicago Triathlon und dem Life Time Tri Minneapolis.
- ICAN Triathlon Series: Veranstalter einer europäischen Serie von Mittel- und Langdistanztriathlons (Full ICAN Gandia, Half ICAN Amsterdam, ICAN57 Benicassim, Half ICAN Germany Nordhausen, Half ICAN Barcelona)
- Ocean Lava: Europäische Serie über die halbe Ironman-Distanz mit Höhepunkt auf Lanzarote
- Super League Triathlon: 2017 von Chris McCormack gegründete Rennserie
- Xterra: Veranstalter einer weltweiten Serie im Cross-Triathlon

## Distanzen

### Junioren, Elite und Breitensport
Die unterschiedlichen Wettkampfdistanzen beim Triathlon sind in den Competition Rules der ITU sowie der Sportordnung der DTU, dem Wettkampfreglement von Swiss Triathlon und der ÖTRV Sportordnung festgelegt und Basis für die sportrechtliche Genehmigung der Veranstaltung.
Abweichungen sind vom Veranstalter in der Wettkampfausschreibung herauszustellen. Die Wettkampfstrecken sind in der Regel nicht offiziell vermessen und können auf Grund von örtlichen Gegebenheiten in den einzelnen Teildisziplinen um ± 10 % von den Standardstrecken abweichen.
Bei vielen Wettkämpfen auf allen Distanzen bieten die Veranstalter auch Staffelwettbewerbe für Männer-, Frauen- und Mixed-Teams an, bei denen sich bis zu drei Personen die Disziplinen aufteilen. Diese Form des Staffel-Triathlons ist nicht zu verwechseln mit dem Wettkampfformat Team Relay, in dem jedes Teammitglied einen kompletten Triathlon absolviert und dann jeweils an das nächste Teammitglied übergibt.
| Bezeichnung | Bezeichnung | Schwimmen                                                   | Radfahren                                                   | Laufen                                                      |
| --- | --- | ----------------------------------------------------------- | ----------------------------------------------------------- | ----------------------------------------------------------- |
| Team Relay | Team Relay | 0,2–0,3 km                                                  | 5–8 km                                                      | 1,2–2,0 km                                                  |
| | nur Junioren-, U23- und Elite-Wettkämpfe (regionale und nationale Vereins-Meisterschaften, ITU World Championship, Olympische Sommerspiele) | mit Windschattenfreigabe auf der Radstrecke (Drafting-Race) | mit Windschattenfreigabe auf der Radstrecke (Drafting-Race) | mit Windschattenfreigabe auf der Radstrecke (Drafting-Race) |
| Super-Sprint | Super-Sprint | 0,25–0,5 km                                                 | bis zu 20 km                                                | bis zu 5 km                                                 |
| Sprintdistanz | Sprintdistanz | bis zu 0,75 km                                              | bis zu 20 km                                                | bis zu 5 km                                                 |
| | Volks- und Jedermanntriathlons (Teilnahme ab 16 Jahre, keine Startpasspflicht) | Windschattenverbot auf der Radstrecke (Non-Drafting-Race)   | Windschattenverbot auf der Radstrecke (Non-Drafting-Race)   | Windschattenverbot auf der Radstrecke (Non-Drafting-Race)   |
| Junioren-, U23- und Elite-Wettkämpfe (regionale und nationale Meisterschaften, Triathlon-Bundesliga, Grand Prix de Triathlon, ITU World Championship Series)               | mit Windschattenfreigabe auf der Radstrecke (Drafting-Race) | mit Windschattenfreigabe auf der Radstrecke (Drafting-Race) | mit Windschattenfreigabe auf der Radstrecke (Drafting-Race) |                                                             |
| Olympische Distanz bzw. Kurzdistanz | Olympische Distanz bzw. Kurzdistanz | 1,5 km                                                      | 40 km                                                       | 10 km                                                       |
| | Meisterschaften für Altersklassen und sonstige Breitensportveranstaltungen Beispiele für spezielle Marken: 5150 (Veranstalter WTC), Challenge Olympic (Challenge Family) | Windschattenverbot auf der Radstrecke (Non-Drafting-Race)   | Windschattenverbot auf der Radstrecke (Non-Drafting-Race)   | Windschattenverbot auf der Radstrecke (Non-Drafting-Race)   |
| U23- und Elite-Wettkämpfe (regionale und nationale Meisterschaften, Triathlon-Bundesliga, Grand Prix de Triathlon, ITU World Championship Series, Olympische Sommerspiele) | mit Windschattenfreigabe auf der Radstrecke (Drafting-Race) | mit Windschattenfreigabe auf der Radstrecke (Drafting-Race) | mit Windschattenfreigabe auf der Radstrecke (Drafting-Race) |                                                             |
| Mitteldistanz 1 | Mitteldistanz 1 | 1,9–3 km                                                    | 80–90 km                                                    | 20–21 km                                                    |
| | Beispiele für spezielle Marken: Ironman 70.3 (WTC), Challenge Half (Challenge Family), Ocean Lava, ICAN Teilnehmerstarke Wettkämpfe im deutschsprachigen Raum: Ironman 70.3 Germany, Allgäu Triathlon, Ironman 70.3 Kraichgau, Challenge Heilbronn, Köln-Triathlon, Ironman 70.3 Rügen, Ironman 70.3 Austria, Ironman 70.3 Zell am See, Ironman 70.3 Switzerland | 1,9 km (1,2 mile)                                           | 90 km (56 mile)                                             | 21,1 km (13,1 mile)                                         |
| Langdistanz 1 2 | Langdistanz 1 2 | 1–4 km                                                      | 100–200 km                                                  | 10–42,2 km                                                  |
| | Beispiele für spezielle Marken: Ironman (WTC), Challenge Full (Challenge Family), ICAN, Rev3 Teilnehmerstarke Wettkämpfe im deutschsprachigen Raum: Ironman Germany, Challenge Roth, Ostseeman, Ironman Austria, Austria-Triathlon, Ironman Switzerland | 3,86 km (2,4 mile)                                          | 180 km (112 mile)                                           | 42,2 km (26,2 mile)                                         |

 Als exotischere Varianten, die nicht unter das Regelwerk der ITU fallen, werden auch Ultratriathlons mit Streckenlängen, die ein Vielfaches der Ironman-Distanz betragen und sich oft mit einer in der Regel nicht mehr als zweistelligen Teilnehmerzahl über mehrere Tage erstrecken, veranstaltet. Ein Beispiel ist der Ultraman über 10 km Schwimmen, 421 km auf dem Rad und 84 km Laufen über drei Tage, der im kanadischen Penticton sowie als Ultraman Hawaii stattfindet. Der längste je gelaufene Triathlon war 9555 km lang und wurde von dem Italiener Luigi Castelli vollbracht.

### Kinder und Jugendliche

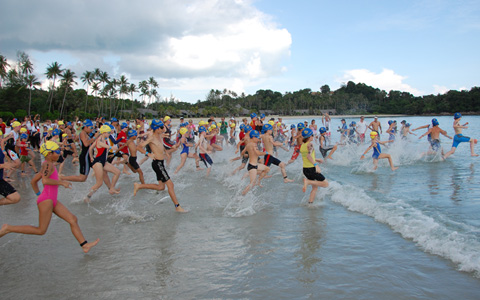
Start bei einem Triathlon für Kinder

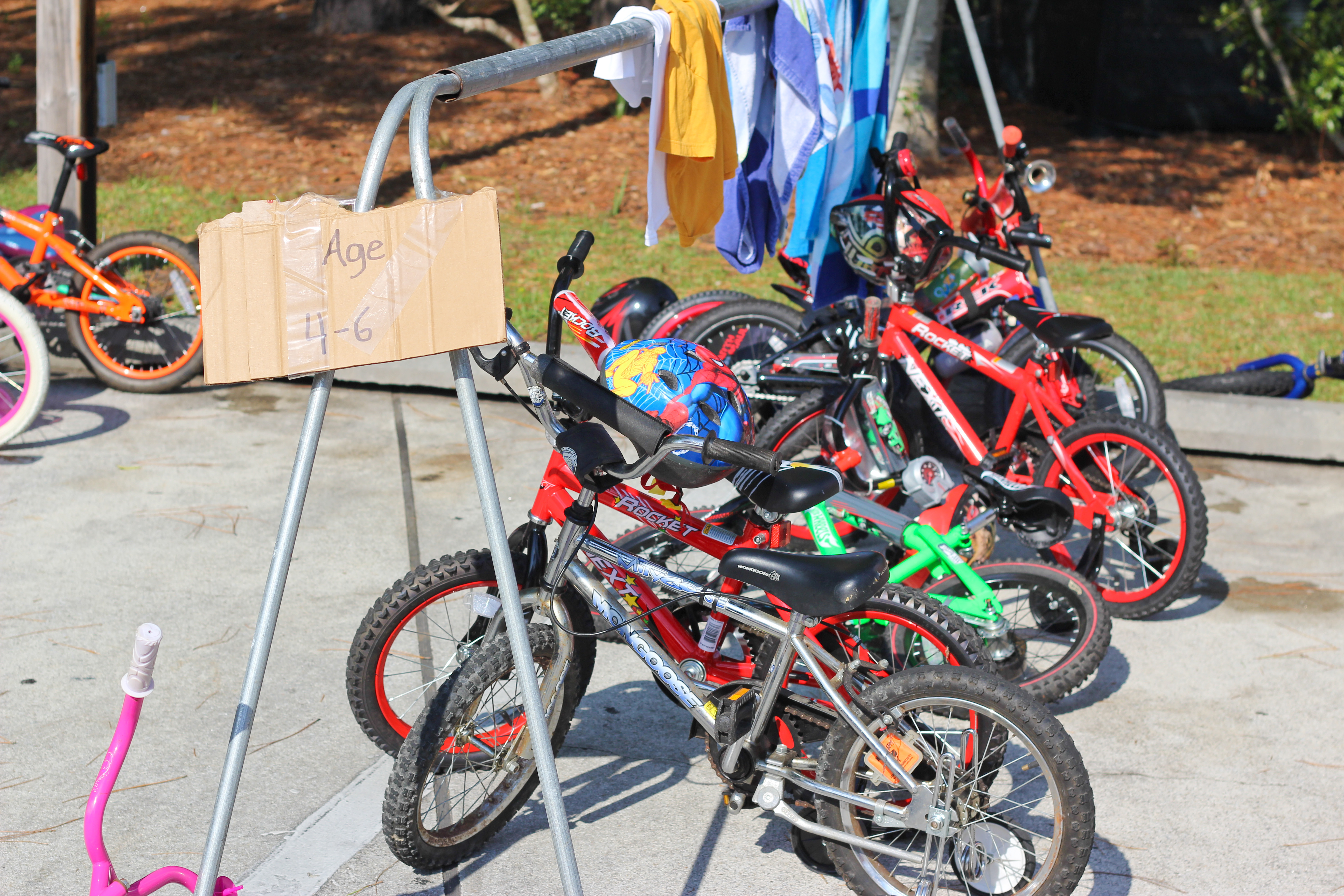
Wechselzone eines Triathlon für Kinder

Die maximal zulässigen Distanzen für Kinder und Jugendliche sind national unterschiedlich reglementiert. Generell ist ab dem Kalenderjahr, in dem ein Jugendlicher sechzehn Jahre alt wird, die Teilnahme an Volkstriathlons möglich.
In Deutschland ist für Kinder und Jugendliche die zulässige Abrolllänge limitiert.
| ab 6  | 0,05 – 1 – 0,2  | c                | c               | 0,05 – 1 – 0,5  |
| ab 8  | 0,1 – 2,5 – 0,4 | c                | c               | 0,1 – 2,0 – 1,0 |
| ab 10 | 0,2 – 5 – 1     | 0,3 – 8 – 2      | 0,1 – 2,5 – 0,5 | 0,2 – 4,0 – 1,5 |
| ab 12 | 0,4 – 10 – 2,5  | 0,3 – 8 – 2      | 0,2 – 5 – 1     | 0,3 – 6,0 – 2,0 |
| ab 14 | 0,4 – 10 – 2,5  | 0,5 – 13,3 – 3,3 | 0,4 – 10 – 2,5  | 0,3 – 6,0 – 2,0 |

## Bekannte Triathleten

### Männer
Siehe auch: Bestenlisten deutscher sowie österreichischer und Schweizer Triathleten auf der Ironman-Distanz

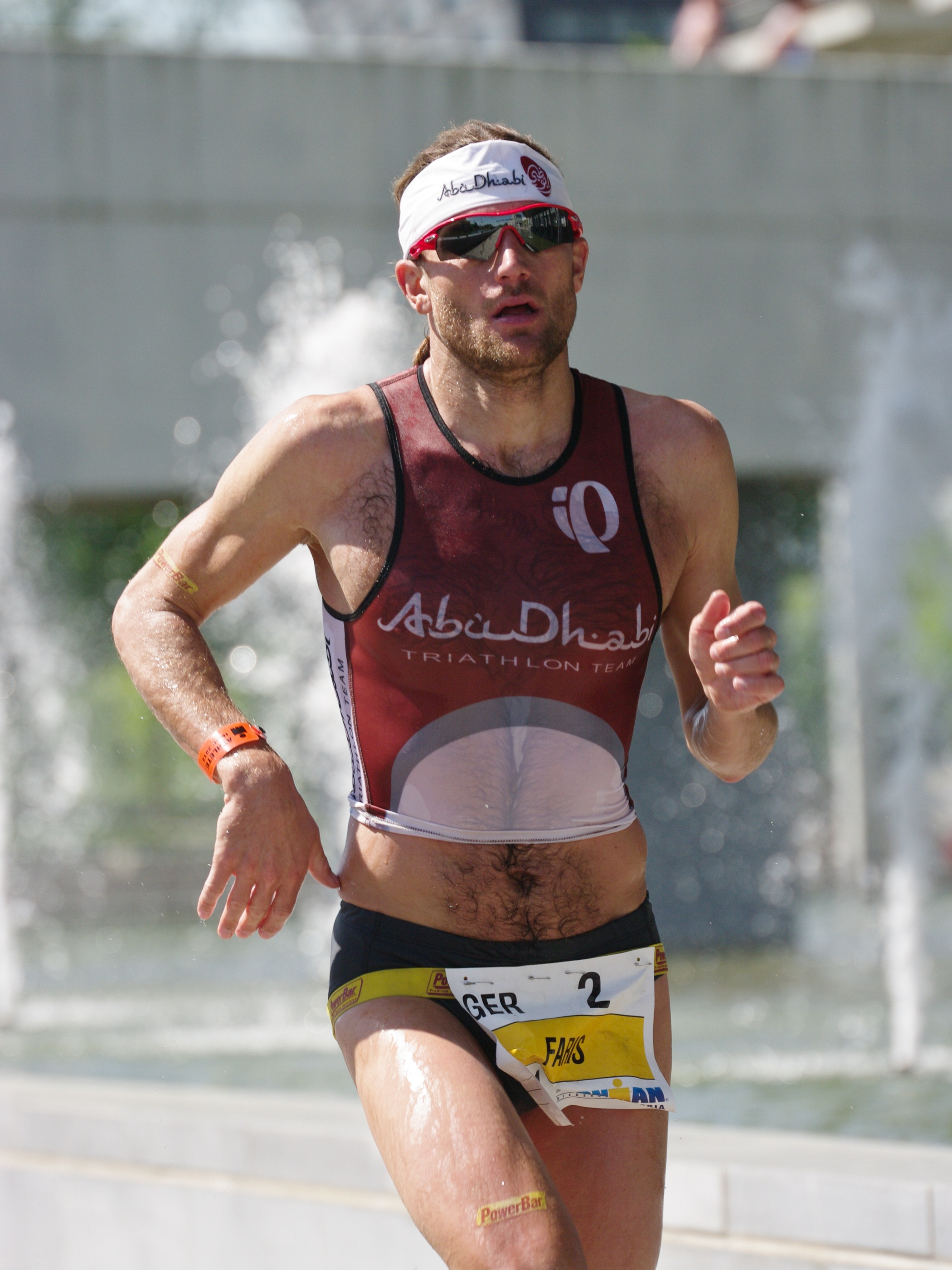
Faris Al-Sultan beim Ironman 70.3 Austria 2012

- Faris Al-Sultan beim Ironman 70.3 Austria 2012Der Münchner Faris Al-Sultan wurde 2000 in Kulmbach als 22-Jähriger erstmals Deutscher Meister über die Langdistanz. 2002 wurde Al-Sultan in Immenstadt Deutscher Meister über die Mitteldistanz, 2004 beim Challenge Roth erneut Deutscher Meister über die Ironman-Distanz sowie Dritter beim Ironman Hawaii. 2005 gewann Faris al Sultan in einer Zeit von 8:14:17 h als dritter deutscher Triathlet den Ironman Hawaii, im Jahr darauf erreichte er einen dritten Platz. 2011 siegte er beim Ironman Frankfurt in 8:13:50 h.
- Mark Allen (USA) gewann Hawaii 6-mal (1989, 1990, 1991, 1992, 1993, 1995). Er startete und siegte 10-mal beim Triathlon Longue Distance de Nice und war der erste Weltmeister auf der olympischen Distanz (1989). Allen spielte bei seinen Siegen seine Laufstärke gemeinsam mit seiner mentalen Stärke aus, die ihn für Jahre unschlagbar machten. Auch große Abstände nach dem Radfahren kompensierte er durch seine Laufstärke. So holte er 1995 einen Rückstand von 13 min auf Thomas Hellriegel auf, einen ähnlichen Abstand auf Yves Cordier (Frankreich) bei dem abschließenden 30-km-Lauf in Nizza.
- Dirk Aschmoneit war als sehr erfolgreicher Triathlet in den 1980er Jahren und Anfang der 1990er Jahre eine der ersten deutschen Identifikationsfiguren im Triathlon. Er gewann als erster Deutscher einen Ironman (Neuseeland). Bereits damals war es seine Stärke auf dem Rad, die einem Deutschen diesen Sieg bescherte.
- Magnus Ditlev (Dänemark) gewann dreimal in Folge die Langdistanz bei der Challenge Roth und verbesserte bei seinen beiden Siegen 2023 und 2024 jeweils die Weltbestzeit. Er wird als schnellster Athlet mit 7:23:24 h in der Bestenliste der Triathleten auf der Ironman-Distanz geführt.
- Der Neusser Wolfgang Dittrich dominierte bis in die Mitte der 1990er Jahre das Ironman-Geschehen regelmäßig bis zum Laufen. Dittrich stieg häufig als Erster aus dem Wasser, so zum Beispiel bei jedem Ironman Hawaii von 1987 bis 1993 (außer 1988). 1991 sowie 1989 – dem Jahr des Iron-War zwischen Allen und Scott – ging er sogar als erster Athlet auf die Laufstrecke. Ihm gelang nie ein ganz großer internationaler Sieg, weil die anderen Athleten in der Regel taktisch fuhren (siehe Mark Allen). 1987 wurde er Deutscher Meister, 1988 verfehlte er die Qualifikation für die Olympischen Spiele in Seoul im 1500-m-Schwimmen nur knapp. Seine beste Platzierung auf Hawaii war 1993 ein dritter Platz.

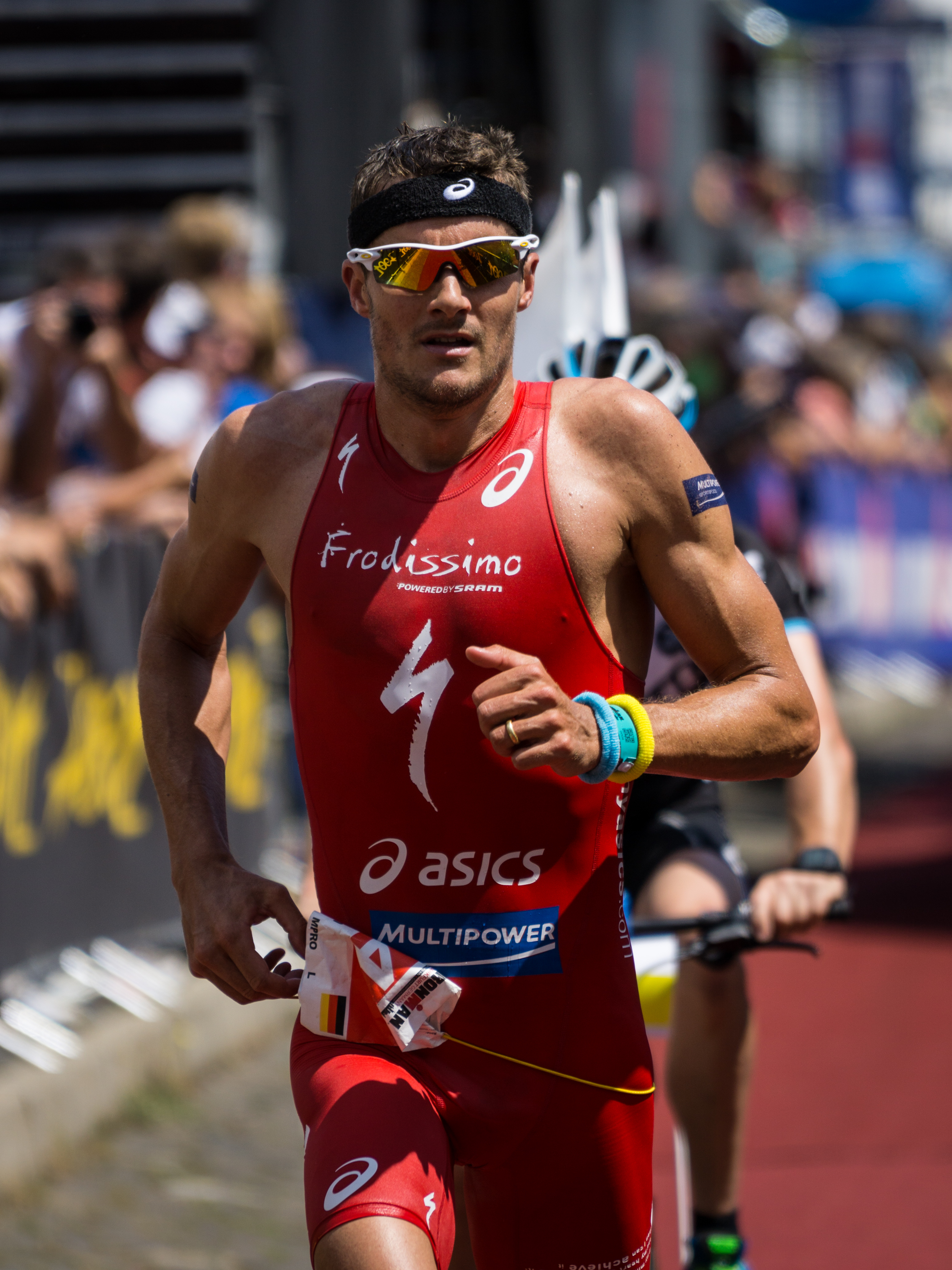
Jan Frodeno beim Ironman Germany 2014

- Jan Frodeno beim Ironman Germany 2014Jan Frodeno gewann 2008 bei den Olympischen Spielen in Peking die erste Goldmedaille für Deutschland in dieser Sportart. 2015 gewann er den Ironman in Frankfurt mit einem neuen Streckenrekord von 7:49:48 h. Mit seinem Sieg beim Ironman Hawaii 2015 ist er der erste Triathlet, der sowohl den Olympiasieg, die Ironman 70.3 World Championship als auch den Ironman Hawaii gewinnen konnte. Im Juli 2016 stellte er mit 7:35:39 Stunden auf der Triathlon-Langdistanz eine neue Weltbestzeit auf.[111] Als erster Triathlet überhaupt wurde Frodeno 2015 zum Sportler des Jahres gewählt. Im Oktober 2019 verbesserte er bei seinem dritten Sieg den Streckenrekord des Ironman Hawaii auf 7:51:13 Stunden. Zwei Jahre später, im Jahr 2021, gelang ihm abermals eine neue Bestzeit mit 7:27:53 Stunden.
- Marcel Heinig ist Weltmeister im 10-fachen Langtriathlon 2008, Gesamtweltcupsieger 2008 der Ultratriathleten sowie Weltrekordinhaber im 10-Tage-Triathlon mit insgesamt 75 km Schwimmen, 2000 km Radfahren und 500 km Laufen.
- Der Bruchsaler Thomas Hellriegel ist einer der erfolgreichsten deutschen Triathleten auf der Langdistanz. Bei sechzehn Starts auf Hawaii kam er acht Mal in die Top Ten und war sechsmal bester deutscher Starter. 1997 konnte der Vizeeuropameister von 1993 als erster Deutscher die Ironman World Championship gewinnen.
- Der Musiker Joey Kelly nahm 1997/98 erfolgreich innerhalb von zwölf Monaten an allen der damals sieben Ironman-Qualifikationswettkämpfen außerhalb der USA teil. Auch wenn er sich letztlich nur im Mittelfeld platzierte, sorgten seine Starts dafür, dass jetzt auch in der Yellow Press über Triathlon berichtet wurde.[112] Mit einer Wildcard startete Kelly auch beim Ironman Hawaii.
- Sebastian Kienle gewann 2014 als vierter Deutscher den Ironman Hawaii und war der erste Triathlet, der im selben Jahr sowohl bei der Ironman European Championship in Frankfurt als auch der Ironman World Championship siegreich war. Mit 7:41:24 h ist er der viertschnellste Ironman aller Zeiten (Stand: November 2017).
- Patrick Lange gewann 2017 zum ersten Mal den Ironman auf Hawaii, nachdem er bereits ein Jahr zuvor bei seinem Debüt auf Hawaii Dritter wurde. Er konnte seinen Titel in Hawaii 2018 erfolgreich verteidigen und blieb dabei mit einer Gesamtzeit von 7:52:39 h als Erster unter der magischen Grenze von 8 Stunden. 2024 stellte er bei seinem dritten Sieg auf Hawaii mit 7:35:53 h einen neuen Streckenrekord auf.

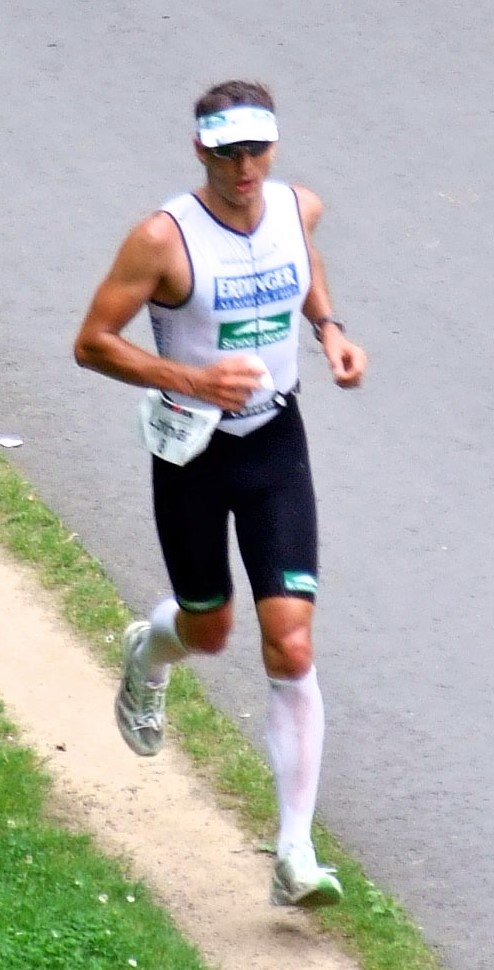
Lothar Leder beim Ironman Germany 2007

- Lothar Leder beim Ironman Germany 2007Der Darmstädter Lothar Leder war der weltweit erste Mensch, der die Ironman-Distanz in weniger als acht Stunden bewältigte (Ironman Europe in Roth: 1996 in 7:57:02 h). Der vierfache Deutsche Meister konnte diesen Wettkampf fünfmal sowie fünf weitere Ironman-Wettkämpfe gewinnen – mehr als jeder andere Deutsche. 1994 wurde er hinter Rob Barel Vizeweltmeister.
- Der Australier Chris McCormack war 1997 Weltmeister auf der olympischen Distanz, wechselte 2002 auf die Ironman-Distanz und siegte 2007 sowie 2010 beim Ironman Hawaii. Zuvor gewann er bereits 2002 bis 2006 fünfmal in Folge den Ironman Australia. Ebenso gewann er von 2004 bis 2007 viermal in Folge den Quelle Challenge Roth. 2012 wurde er in Vitoria-Gasteiz Weltmeister auf der Langdistanz.
- Andreas Raelert gewann 2010 den Ironman Germany in Frankfurt und wurde im gleichen Jahr bei der Ironman World Championship auf Hawaii Zweiter. Dort landete er bislang fünfmal auf dem Siegerpodest, häufiger als jeder andere Deutsche. 2011 stellte er beim Challenge Roth eine neue Weltbestzeit über die Triathlon-Langdistanz von 7:41:33 h auf, die bis 2016 Bestand hatte.
- Der Schweizer Ronnie Schildknecht ist siebenfacher Gewinner in Folge des Ironman Switzerland (2007 bis 2013) und wurde Vierter beim Ironman Hawaii 2008.
- Dave Scott (USA) gewann so wie Mark Allen sechsmal den Ironman Hawaii (1980, 1982, 1983, 1984, 1986, 1987). Zusammen mit Scott Molina und Scott Tinley (beide USA) waren sie die „Big Four“, die quasi jeden Triathlon unter sich ausmachten. Allen, Scott und Tinley haben Trainingsliteratur bzw. -philosophien (Allen mit Maffetone) veröffentlicht, die bis heute Standardliteratur sind. Sie waren die ersten, die systematisch Triathlon-Training absolvierten.
- Der Mannheimer Normann Stadler gewann 2004 als zweiter Deutscher nach Thomas Hellriegel mit einer überragenden Radleistung den Ironman Hawaii. Diesen Sieg konnte er am 21. Oktober 2006 wiederholen und ist damit der erste Deutsche mit zwei Titeln beim Ironman Hawaii. Der Duathlon-Weltmeister von 1994 und fünffache Deutsche Meister gewann 2005 den Ironman Germany in Frankfurt am Main und hält seit 2006 den Streckenrekord der Radstrecke auf Hawaii.
- Daniel Unger wurde als erster Deutscher bei den Weltmeisterschaften 2007 in Hamburg Titelträger bei den Profis über die olympische Distanz (1,5 km Schwimmen, 40 km Radfahren und 10 km Laufen). Bei den Olympischen Spielen 2008 in Peking wurde der dreifache Deutsche Meister Sechster.
- Luc Van Lierde (Belgien) trat 1996 als amtierender Europameister und Vizeweltmeister auf der olympischen Distanz mit einer Wildcard beim Ironman Hawaii an, seinem ersten Ironman überhaupt, und war auf Anhieb siegreich. 1999 gewann er ein weiteres Mal. 1997 siegte er beim schnellsten Rennen (Ironman Europe in Roth), das es bis dahin je gab, in der bis zum 3. Juli 2011 bestehenden Weltbestzeit von 7:50:27 h. Dabei lief er den abschließenden Marathon in 2:36 h. Er hält außerdem beim Ironman Malaysia den Streckenrekord. Erst Craig Alexander gelang es 2011 seinen Streckenrekord auf Hawaii von 1996 zu unterbieten. 1997 in Nizza und 1998 in Sado wurde er Weltmeister auf der Langdistanz.
- Marino Vanhoenacker (Belgien) gewann den Ironman Austria zwischen 2006 und 2011 sechsmal in Folge, bevor er am 3. Juli 2011 in Klagenfurt[113] mit einer Zeit von 7:45:58 h (46:49 min Schwimmen, 4:15:37 h Radfahren, 2:39:24 h Laufen) als erster Triathlet die seit 1997 bestehende Weltbestzeit von seinem Landsmann Luc Van Lierde um 4:29 min unterbot.
- Der Reutlinger Stephan Vuckovic gewann 2000 bei der olympischen Premiere des Triathlons in Sydney die Silbermedaille. Nach seinem Wechsel auf die Langdistanz belegte er 2005 bei seinem ersten Ironman überhaupt in Kanada den zweiten Platz, den Ironman Hawaii 2005 beendete er als zweitbester Deutscher auf dem zehnten Platz. Nach einem virusbedingten Ausstieg beim Ironman Hawaii 2007 gewann Vuckovic im November 2007 den Ironman Florida.
- Der Kanadier Simon Whitfield gewann 2000 den ersten olympischen Triathlon in Sydney und hat den Doppeltriumph in Peking 2008 nur um 5 Sekunden verpasst. Whitfield zeichnet sich durch seine enorme Konstanz über all diese Jahre aus. Ein weiterer großer Erfolg war der zweite Rang im Gesamtweltcup 2007.
- Jürgen Zäck gewann fünfmal den Ironman Europe, einmal den Ironman Australia (1996), sowie zweimal den Ironman Austria. Seine Qualität auf dem Rad bescherte ihm oft einen großen Vorsprung vor dem abschließenden Lauf, den er mit zunehmender Erfahrung öfter für sich entscheiden konnte. 1997 wurde Zäck Zweiter beim Ironman Hawaii. 2006 wurde er wegen Dopings gesperrt.

### Frauen
Siehe auch: Bestenlisten deutscher sowie österreichischer und Schweizer Triathletinnen auf der Ironman-Distanz

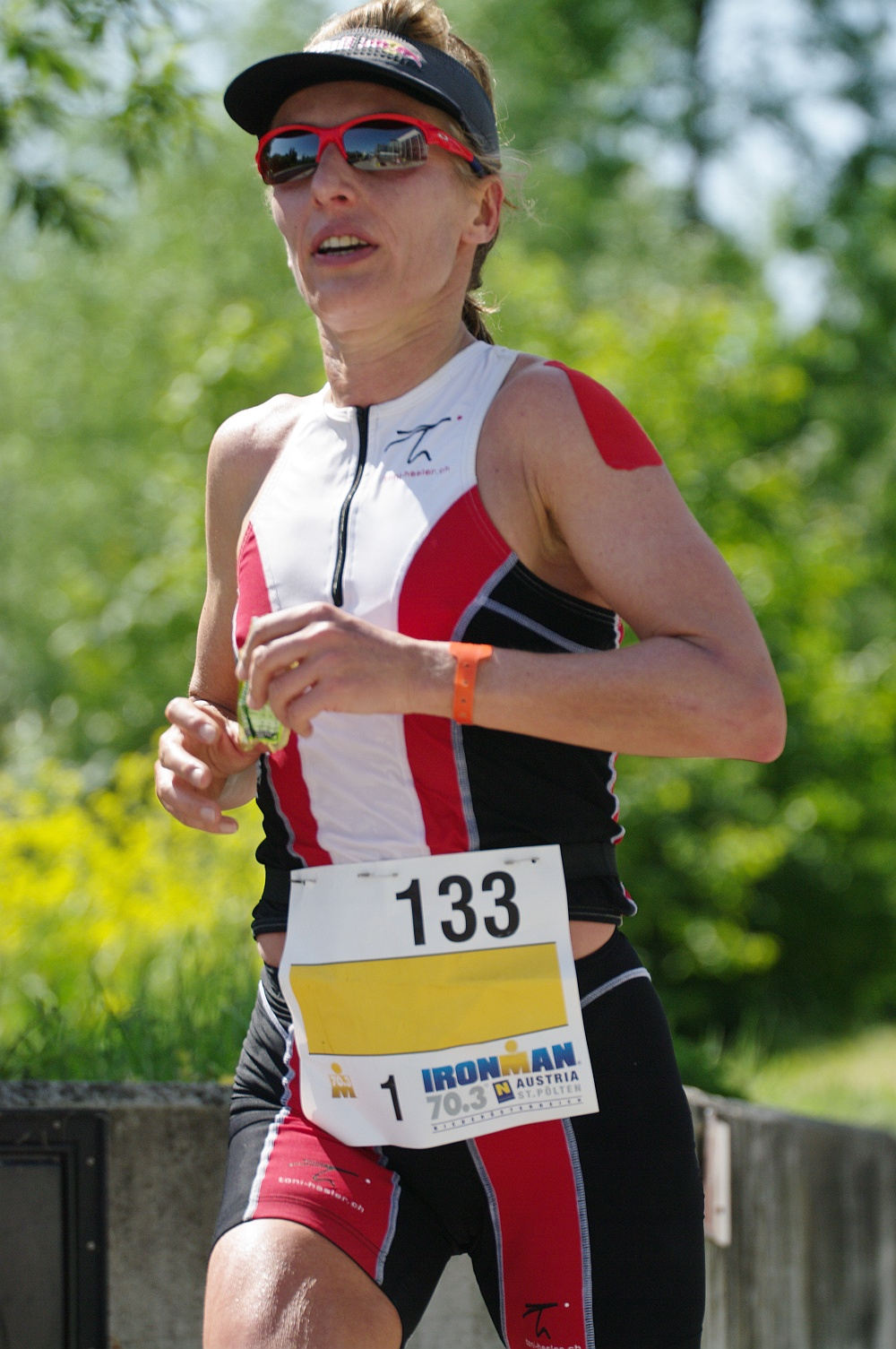
Natascha Badmann beim Ironman 70.3 Austria 2012

- Die Österreicherin Kate Allen gewann bei den Olympischen Spielen in Athen Gold. Neben etlichen Topplatzierungen in der ITU Weltcup-Serie, gewann die gebürtige Australierin dreimal EM-Silber. Als eine von wenigen Athleten zählte Kate Allen zeitgleich sowohl in Langdistanz-Wettkämpfen als auch über die olympische Distanz zur Weltspitze. Ihre persönliche Bestleistung über die Ironman-Distanz in 8:54:01 h (Ironman Austria 2003) wurde bisher nur zweimal von österreichischen Triathletinnen unterboten. Kate Allen wurde zweimal Fünfte beim Ironman Hawaii (2005, 2006).
- Die Schweizerin Natascha Badmann konnte den Ironman Hawaii bislang sechsmal für sich entscheiden (1998, 2000, 2001, 2002, 2004, 2005). Die Vizeweltmeisterin von 2000 konnte außerdem den Ironman California und viermal den Ironman South Africa gewinnen.
- Mirinda Carfrae gewann dreimal den Ironman Hawaii (2010, 2013 und 2014) sowie 2007 die Ironman 70.3 World Championship. 2005 wurde sie Vizeweltmeisterin auf der Langdistanz.
- Anja Dittmer qualifizierte sich für die Teilnahme an sämtlichen vier Olympischen Spielen von 2000 bis 2012, wurde 1999 Europameisterin auf der olympischen Distanz, ist fünffache Deutsche Meisterin und wurde 2011 gemeinsam mit Rebecca Robisch, Maik Petzold und Steffen Justus Dritte bei der Weltmeisterschaft im Team Relay.
- Ines Estedt wurde als bisher einzige Deutsche Weltmeisterin im Triathlon – und dies gleich zweimal: 1997 und 2002 jeweils auf der Langdistanz. Außerdem gewann sie 1995 die Europameisterschaft auf der Langdistanz.
- Anne Haug ist mit einem zweiten Platz 2012 und einem dritten Platz 2013 die bisher erfolgreichste Deutsche bei Weltmeisterschaften über die olympische Distanz. 2013 wurde sie gemeinsam mit Anja Knapp, Jan Frodeno und Franz Löschke Weltmeisterin im Team Relay. Im Jahr 2019 konnte sie als erste Deutsche den Ironman Hawaii gewinnen.[114] In den Jahren 2021 bis 2024 konnte sie die Challenge Roth dreimal gewinnen. Bei ihrem Sieg 2024 stellte sie zudem die Weltbestzeit mit 8:02:38 h auf. Sie wird als schnellste Athletin in der Bestenliste der Triathletinnen auf der Ironman-Distanz geführt.
- Nina Kraft wurde 2001 und 2003 Dritte sowie 2002 Zweite beim Ironman Hawaii und damit erfolgreichste Deutsche bei der Ironman World Championship. 2004 lief sie als erste Frau dort ins Ziel, gestand aber später EPO-Doping und wurde daher zwei Jahre gesperrt. Mit insgesamt zehn Siegen bei Ironman-Wettkämpfen ist sie auch unter diesem Gesichtspunkt beste Deutsche.
- Julie Moss (USA) beeinflusste durch einen zweiten Platz beim Ironman Hawaii im Februar 1982 wie keine zweite Person die Popularität des Triathlonsports. Der von ABC zwei Wochen nach dem Wettkampf gezeigte TV-Bericht wurde zur meistgesehenen Sendung von „Wide World of Sports“ 1982. Moss ist außerdem dreifache Siegerin des Ironman Japan (1985, 1986 und 1989) und wurde 1982 Zweite beim Triathlon Longue Distance de Nice.

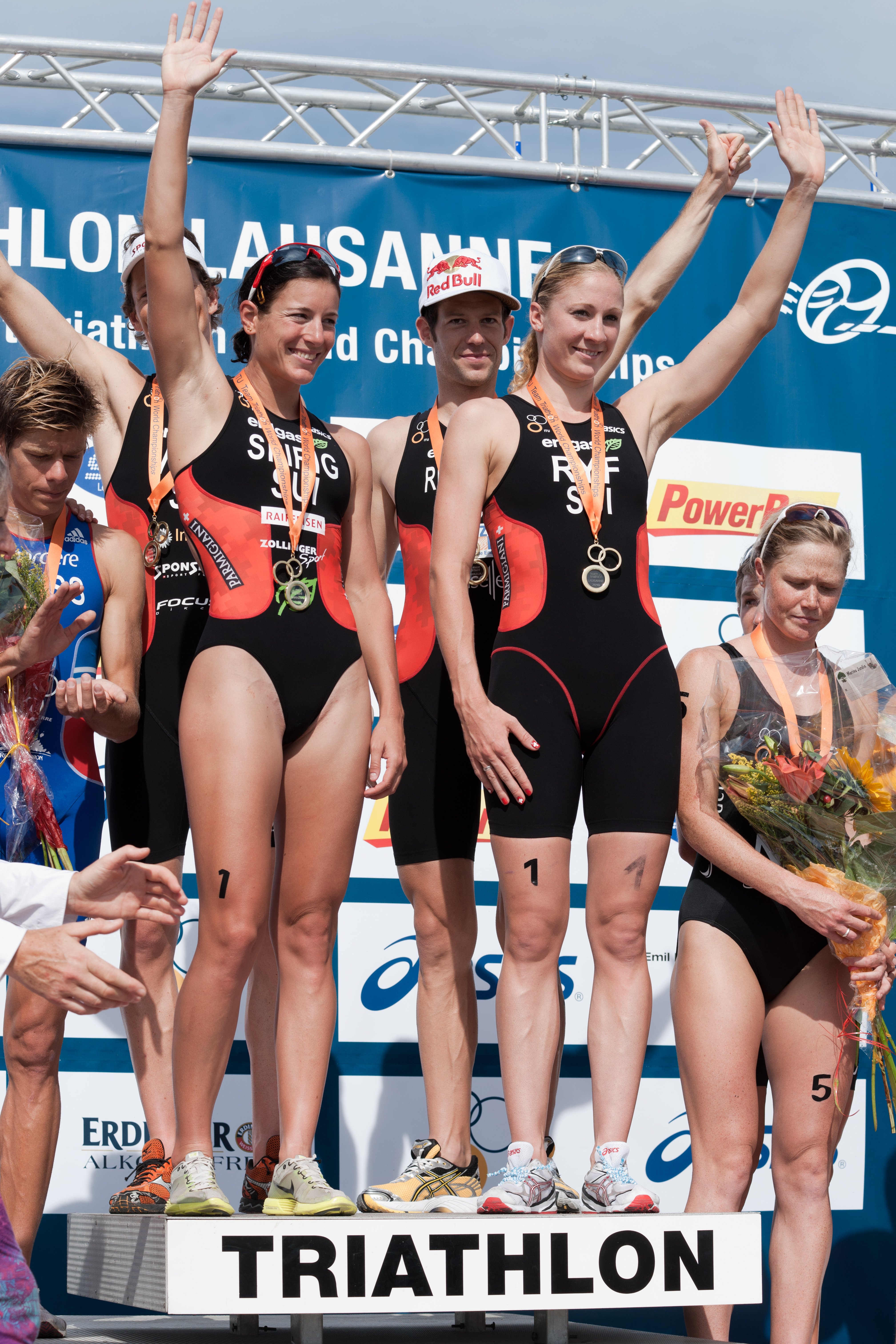
Nicola Spirig und Daniela Ryf bei der ITU Sprint Distance Triathlon World Championship 2010

- Nicola Spirig und Daniela Ryf bei der ITU Sprint Distance Triathlon World Championship 2010Ute Mückel war 1994 die erste Deutsche, die sich beim Ironman Hawaii in den Top Ten platzieren konnte, was ihr anschließend noch zwei weitere Mal gelang. Viermal in Folge war sie beste Deutsche auf Hawaii. 1997 stellte sie in Hawaii die Streckenbestzeit auf der Schwimmdistanz auf. 1995 wurde sie Vizeeuropameisterin auf der Langdistanz, außerdem gewann sie drei Ironman-Wettkämpfe in ihrer Karriere.
- Paula Newby-Fraser aus Simbabwe gewann häufiger als jede andere Frau die beiden wichtigsten Wettkämpfe im Langdistanztriathlon der 1980er und 1990er Jahre: Den Triathlon Longue Distance de Nice gewann sie von 1989 an viermal in Folge und den Ironman Hawaii sogar insgesamt achtmal (1986, 1988, 1989, 1991–1994, 1996). Außerdem hielt sie mit 8:50:53 h, aufgestellt 1994 beim Ironman Europe in Roth für vierzehn Jahre die Weltbestzeit für Frauen über die Langdistanz. Erst am 13. Juli 2008 konnte Yvonne van Vlerken als erste Frau diese Zeit unterbieten.[115]
- Daniela Ryf gewann viermal die Ironman World Championship auf Hawaii (2015, 2016, 2017 und 2018), viermal die Ironman 70.3 World Championship (2014, 2015, 2017 und 2018), zweimal die Ironman European Championship (2015 und 2018), zweimal die Ironman 70.3 European Championship (2013, 2014), 2014 die 5150 European Championship und ist zweifache Schweizer Triathlon-Meisterin (2012, 2013). 2008 war sie Olympiateilnehmerin. 2009 und 2010 wurde sie Weltmeisterin im Team Relay. 2015 gewann sie mit ihrem Sieg beim Ironman 70.3 Bahrain das bis dahin höchste Preisgeld in der Geschichte des Triathlon: 1 Million US-Dollar.[116]
- Nicola Spirig gewann 2012 die Goldmedaille bei den Olympischen Spielen in London und wurde viermal Europameisterin sowie 2010 Weltmeisterin und 2011 Vizeweltmeisterin im Team Relay.
- Caroline Steffen wurde zweimal Weltmeisterin auf der Langdistanz (2010, 2012), gewann zweimal die Ironman European Championship (2011, 2012) und wurde 2012 Zweite beim Ironman Hawaii.
- Sandra Wallenhorst konnte 2008 bei ihrem Sieg beim Ironman Austria als erste Frau weltweit in 8:47:25 h die damals fast vierzehn Jahre alte Weltbestzeit von Paula Newby-Fraser bei einem Triathlon mit dem Markenzeichen „Ironman“ im Veranstaltungsnamen unterbieten, wenngleich quasi gleichzeitig Yvonne van Vlerken beim Challenge Roth eine nochmals um zwei Minuten schnellere Weltbestzeit auf der Distanz gelang. Wallenhorst ist neben Nina Kraft die einzige Deutsche, der bisher beim Ironman Hawaii eine Podiumsplatzierung gelang (2008). Bis heute ist ihr Laufsplit von 2008 (2:58:36 h) der schnellste einer Deutschen auf Hawaii. Außerdem gewann sie zweimal den Ironman Germany.
- Chrissie Wellington (Großbritannien) gewann 2007, 2008, 2009 und 2011 die Ironman World Championship auf Hawaii in Streckenrekordzeit (2009) sowie 2008 die Ironman European Championship in Frankfurt am Main. Ebenfalls 2008 wurde sie in Almere Langdistanz-Weltmeisterin. 2009, 2010 und 2011 siegte sie jeweils beim Challenge Roth und stellte jedes Mal eine neue Weltbestzeit auf der Langdistanz auf, zuletzt in 8:18:13 Stunden.

## Ablauf und Regelwerk

### Regelwerk

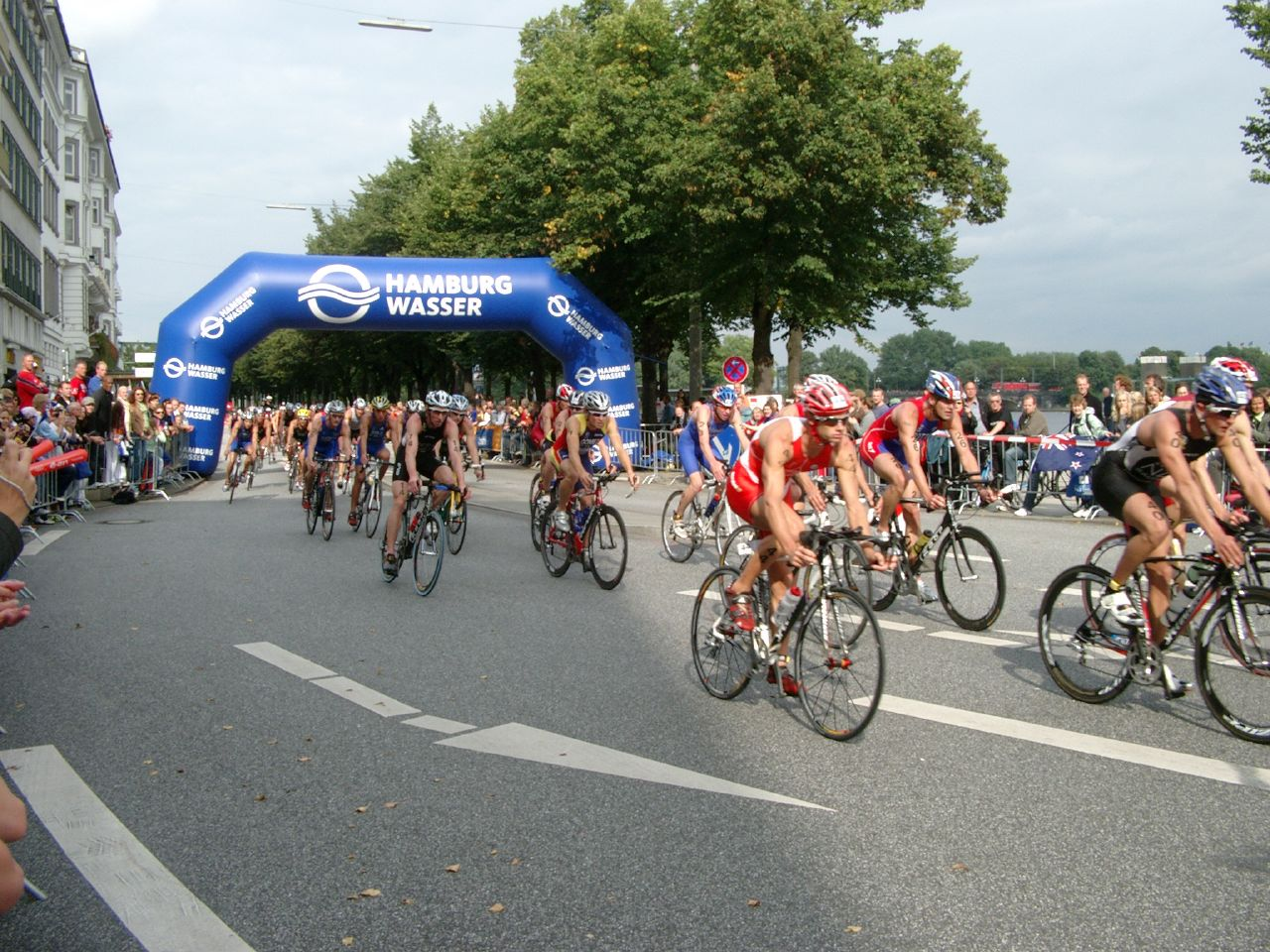
Windschattenproblematik beim Hamburg City Man 2007: Laut Reglement hat jeder Teilnehmer 10 m Abstand zum vorausfahrenden Athleten einzuhalten.

Das Regelwerk beim Triathlon ist in den „Competition Rules“ der ITU sowie der Sportordnung der DTU, dem Wettkampfreglement von Swiss Triathlon und der ÖTRV Sportordnung festgelegt und Basis für die sportrechtliche Genehmigung der Veranstaltung. Abweichungen sind vom Veranstalter in der Wettkampfausschreibung herauszustellen. So verfügt beispielsweise der Veranstalter WTC über einige Regelungen, die Abweichungen bzw. Ergänzungen bei den Wettkämpfen seiner Marken Ironman, Ironman 70.3 und 5150 beschreiben.

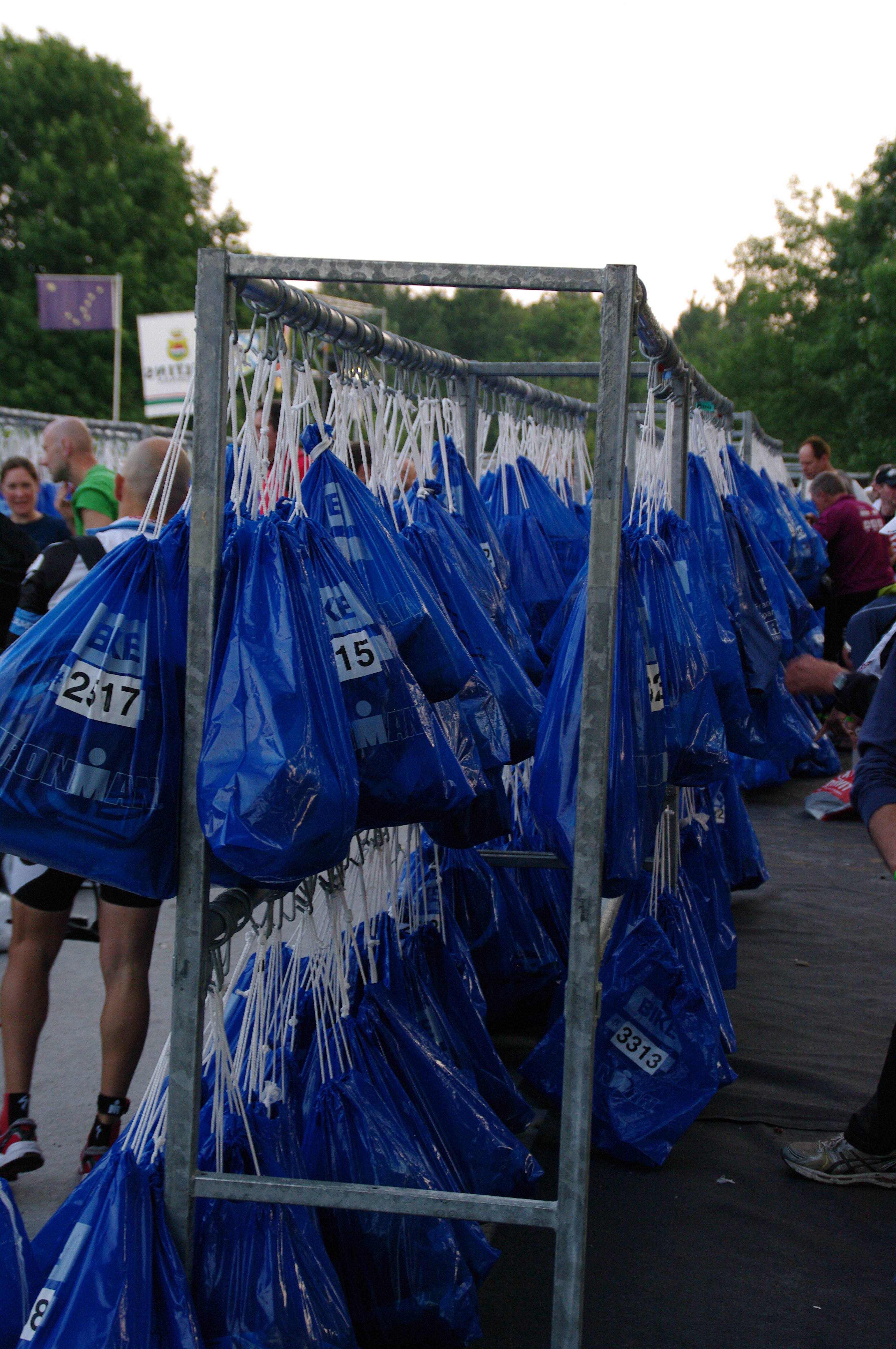
Wechselbeutel in der ersten Wechselzone des Ironman Germany 2013

Vor dem Wettkampf richten die Athleten ihre Plätze in der Wechselzone, die während des Wettkampfes nur von Athleten, Helfern und Kampfrichtern betreten werden darf, ein. Der Check-in, bei dem Kampfrichter die Konformität des Materials mit dem Regelwerk überprüfen (z. B. keine gefährdenden Teile am Rad), findet bei teilnehmerstarken Wettkämpfen oft bereits am Vortag, bei kleineren ab zwei Stunden vor dem Start statt. Für Kinder und Jugendliche ist die Abrolllänge limitiert. Alle Teilnehmer verfügen über einen nummerierten Platz für ihre Räder, bei vielen Wettkämpfen sind alle weiteren für die beiden Wechsel benötigten persönlichen Gegenstände in Wechselbeuteln separat zu deponieren. Aufgrund örtlicher Gegebenheiten gibt es manchmal zwei getrennte Wechselzonen an unterschiedlichen Orten für die Wechsel Schwimmen zu Rad und Rad zu Laufen. In diesem Fall geben die Athleten oft lediglich ihre nummerierten Wechselbeutel für die zweite Wechselzone ab, um deren Bereitstellung sich in der Regel der Veranstalter mit seinen Helfern kümmert.
Entsprechend der Wassertemperatur, die Kampfrichter in 60 cm Tiefe an mehreren Positionen der Schwimmstrecke messen, wird bekanntgegeben, ob das Tragen eines Neoprenanzugs als Kälteschutz zulässig ist (bei Wettkämpfen mit Altersklassenwertungen bei unter 22 °C auf der Kurz-, unter 23 °C auf der Mittel- und unter 24 °C auf der Langdistanz). Werden je nach Distanz und Altersklassen unterschiedliche Temperaturen unterschritten, wird die Schwimmstrecke verkürzt bzw. das Schwimmen entfällt sogar vollständig.
Während Elite-Wettkämpfe üblicherweise von einem Ponton gestartet werden, beginnen die meisten Wettkämpfe mit einem Wasserstart. Hier befinden sich alle Athleten hinter einer Leine, die beim Startschuss angehoben wird. Der Start erfolgt meist in mehreren Startgruppen, die im Abstand einiger Minuten gestartet werden, bei kleineren Wettkämpfen auch als Massenstart aller Teilnehmer. Hierbei besteht anfänglich die Gefahr, in ein Chaos zu geraten, verursacht durch heftige Wasserbewegungen und durch die räumliche Enge bedingte unbeabsichtigte Armschläge und Fußtritte. Dieses Phänomen wird umgangssprachlich auch als „Waschmaschine“ bezeichnet. Seltener finden auch Landstarts statt. Zunehmend wurden in den letzten Jahren bei teilnehmerstarken Wettkämpfen auch sogenannte „Rolling Starts“ eingeführt, bei denen die Athleten einzeln eine Freigabe erhalten und vor ihrem Start eine Zeitnahmematte überlaufen. Findet das Schwimmen im offenen Gewässer statt, ist die Strecke durch Bojen gekennzeichnet.

Es ist zulässig, dass sich Teilnehmer während des Schwimmens zu ihrer eigenen Sicherheit an geeigneten Stellen, wie z. B. Bojen, festhalten. Die drei Wettkampfstrecken werden in ununterbrochener Folge absolviert. Während der Wechsel vom Schwimmen zum Radfahren und vom Radfahren zum Laufen läuft die Wettkampfzeit weiter. Bei der zweiten Disziplin besteht eine strikte Helmpflicht, der Kinnriemen des Helms muss von der Aufnahme des Rades bis zu dessen Abgabe vor dem Laufen geschlossen sein. Markierungen zeigen an, ab wo das Rad außerhalb der Wechselzone bestiegen werden darf bzw. wo vor dem Wechsel zum Laufen spätestens abzusteigen ist. Auf der Radstrecke gilt die Straßenverkehrs-Ordnung inklusive Rechtsfahrgebot, Windschattenfahren ist grundsätzlich nicht zulässig – ausgenommen bei nationalen und internationalen Elite-Wettkämpfen bis zur olympischen Distanz. Damit für alle Athleten gleiche Bedingungen im Wettkampf bestehen, ist während des gesamten Wettkampfes die Annahme fremder Hilfe außer von offiziellen Volunteers des Veranstalters untersagt. Der Check-out, bei dem die Athleten ihr Material wieder aus der Wechselzone abholen, ist in der Regel erst nach dem Wechsel des letzten Teilnehmers auf die Laufstrecke möglich.
Nachdem erstmals bei der Kurzdistanz-Weltmeisterschaft im November 1995 in Cancún Drafting freigegeben worden war, fanden 1996 in Losheim und Szombathely die letzten deutschen Meisterschaften und Europameisterschaften auf der Kurzdistanz mit Windschattenverbot statt. Seither besteht bei Meisterschaften und internationalen Rennen über die olympische Distanz kein Windschattenverbot mehr – allerdings nur in der Elite-Klasse. Bei allen anderen Wettkämpfen galt unverändert, dass zum voraus fahrenden Athleten ein Mindestabstand von 10 m sowie beim Überholen 1,5 m seitlich einzuhalten war. Im Dezember 2003 entschied die DTU zunächst, diese Windschattenbox für Wettkämpfe bis zur olympischen Distanz von 10 × 3 m auf 5 × 2 m zu reduzieren. Massive Athleten-Proteste, die in einer von Kai Baumgartner und Holger Spiegel initiierten Online-Petition gesammelt wurden, sorgten dafür, dass die DTU im Februar 2004 die Regeländerung wieder zurücknahm. 2016 wurde das Regelwerk so geändert, dass jetzt ein Abstand von zwölf Meter von Vorderrad zu Vorderrad einzuhalten ist.

### Anti-Doping-Maßnahmen
Triathlon ist – auch im professionellen Bereich – im Vergleich zum Radsport mit seinen professionellen Teamstrukturen durch Individualisten geprägt. Zudem liegen die Einnahmen professioneller Triathleten weit unterhalb denen von Profisportlern in anderen Sportarten. Wie in allen Sportarten gab es aber auch im Triathlon immer wieder einzelne Verdachtsmomente wie auch nachgewiesene Fälle der Einnahme unerlaubter Substanzen oder der Nutzung unerlaubter Methoden zur Leistungssteigerung oder -erhaltung. Bis Mitte der 2000er-Jahre kam es in vielen Fällen mangels standardisierter Verfahren und international vereinbarten Regeln trotz positiver Tests wie bei Scott Molina, Olivier Bernhard, Spencer Smith und Katja Schumacher zu Freisprüchen. Auch im aufsehenerregenden Fall der nachträglichen Disqualifikation Nina Krafts beim Ironman Hawaii 2004 wurde deren Sperre aus formalen Gründen reduziert.
Seit 2002 ist die Welt-Anti-Doping-Agentur (WADA) auch im Triathlon mit der Koordination der weltweiten Anti-Doping-Maßnahmen beauftragt.
In Deutschland stieg die Zahl der Trainingskontrollen von Triathleten durch die Nationale Anti-Doping Agentur Deutschland (NADA) von 101 im Jahr 2004 auf 621 im Jahr 2014, die der Wettkampfkontrollen bei Triathlons von 80 auf 203. Zum Vergleich: 2014 wurden an Fußballern des fast 7 Millionen Mitglieder umfassenden DFB 665 Trainingskontrollen durchgeführt. Neben den Kaderathleten können auf Antrag auch weitere Athleten in den Testpool für Trainingskontrollen aufgenommen werden, bei vielen Veranstaltungen eine Voraussetzung für die Berechtigung auf Preisgeld. Mitglieder des Testpools sind verpflichtet, vierteljährlich im Voraus für jeden Tag ihren Aufenthaltsort inklusive Postadresse und Telefonnummer sowie einem mindestens 60-minütigen Zeitfenster zu benennen, an dem sie dort erreichbar sind, zu melden.
Grundsätzlich bestätigen auch Amateure mit ihrem Startpassantrag, dass sie den Anti-Doping-Code anerkennen, und können daher stichprobenartigen Wettkampfkontrollen unterzogen werden. Bei der im Rahmen des Hamburg City Man ausgerichteten Weltmeisterschaft 2007 wurden erstmals auch Dopingkontrollen für Amateure durchgeführt.

### Startpass/Lizenz
Alle nationalen Dachverbände geben aus versicherungs-, sportrechtlichen und sportpolitischen Gründen Startpässe oder Jahreslizenzen heraus. Der Startpass bzw. die Jahreslizenz stellt eine vertragliche Vereinbarung des Athleten mit seinem nationalen Dachverband dar, d. h. z. B. der Deutschen Triathlon Union (DTU), Swiss Triathlon oder Triathlon Austria (ÖTRV). Der Athlet erkennt hierdurch das gesamte Regelwerk an und wird im Gegenzug zur Teilnahme an Meisterschaften der ITU, der ETU sowie seines nationalen Dachverbandes (DTU, Swiss Triathlon, ÖTRV usw.) sowie deren Landesverbände und an Liga-Wettkämpfen bis hinauf zur Triathlon-Bundesliga berechtigt. Bei allen übrigen deutschen Triathlonveranstaltungen kann grundsätzlich jeder Triathlet ohne Startpass starten. Sobald in einem Wettkampf die Längen von zwei der Distanzen 750 m im Schwimmen, 20 km im Radfahren und 5 km im Laufen (im Duathlon 5 km im Laufen, 20 km im Radfahren und 2,5 km im Laufen) um mehr als 10 % überschritten werden, müssen Teilnehmer, die nicht im Besitz eines gültigen Startpasses bzw. einer Jahreslizenz sind, eine Tageslizenz erwerben. Diese – je nach Wettkampfdistanz und Landesverband in gewissem Rahmen variablen – Kosten addieren sich zum Startgeld. Für Vielstarter auf Triathlonveranstaltungen ab oben genannten Distanzen wird damit auch aus finanziellen Gründen ein Startpass bzw. eine Jahreslizenz interessant.
Um einen Startpass zu beantragen, ist eine Mitgliedschaft in einem Triathlonverein oder einem Verein mit Triathlonsparte erforderlich. Einzig Swiss Triathlon bietet auch die Möglichkeit einer Direktmitgliedschaft für Einzelne. Der Startpass bzw. die Jahreslizenz ist jeweils bis zum Ende des Kalenderjahres gültig und verlängert sich – falls keine rechtzeitige Kündigung erfolgte – immer um ein weiteres Jahr.
Er weist den Triathleten als Mitglied seines jeweiligen Vereins, des Landesverbandes und der DTU o. ä. zugehörig aus. In den Kosten für den Startpass bzw. der Jahreslizenz sind bei der DTU und dem ÖTRV eine Unfall- und Haftpflichtversicherung für individuelles Training außerhalb des Vereins enthalten. Im Ausland kann ein Triathlet oft – unabhängig von der Distanz – nur mit gültigem Startpass an einem Triathlon teilnehmen.

## Material

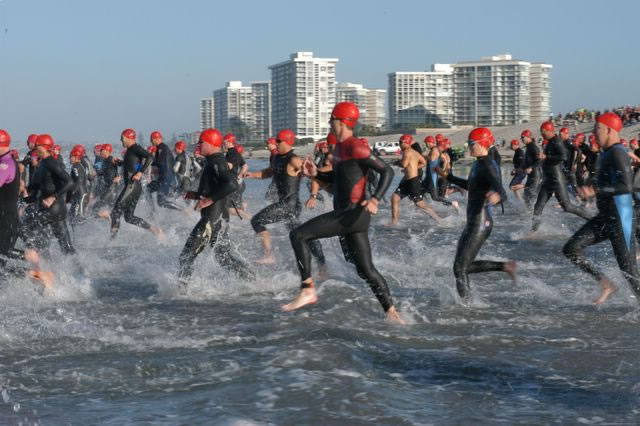
Wasserstart beim Superfrog Triathlon in Coronado (2006). Fast alle Athleten nutzen Neoprenanzüge – nicht nur als Kälteschutz, sondern auch zur Optimierung ihrer Wasserlage.

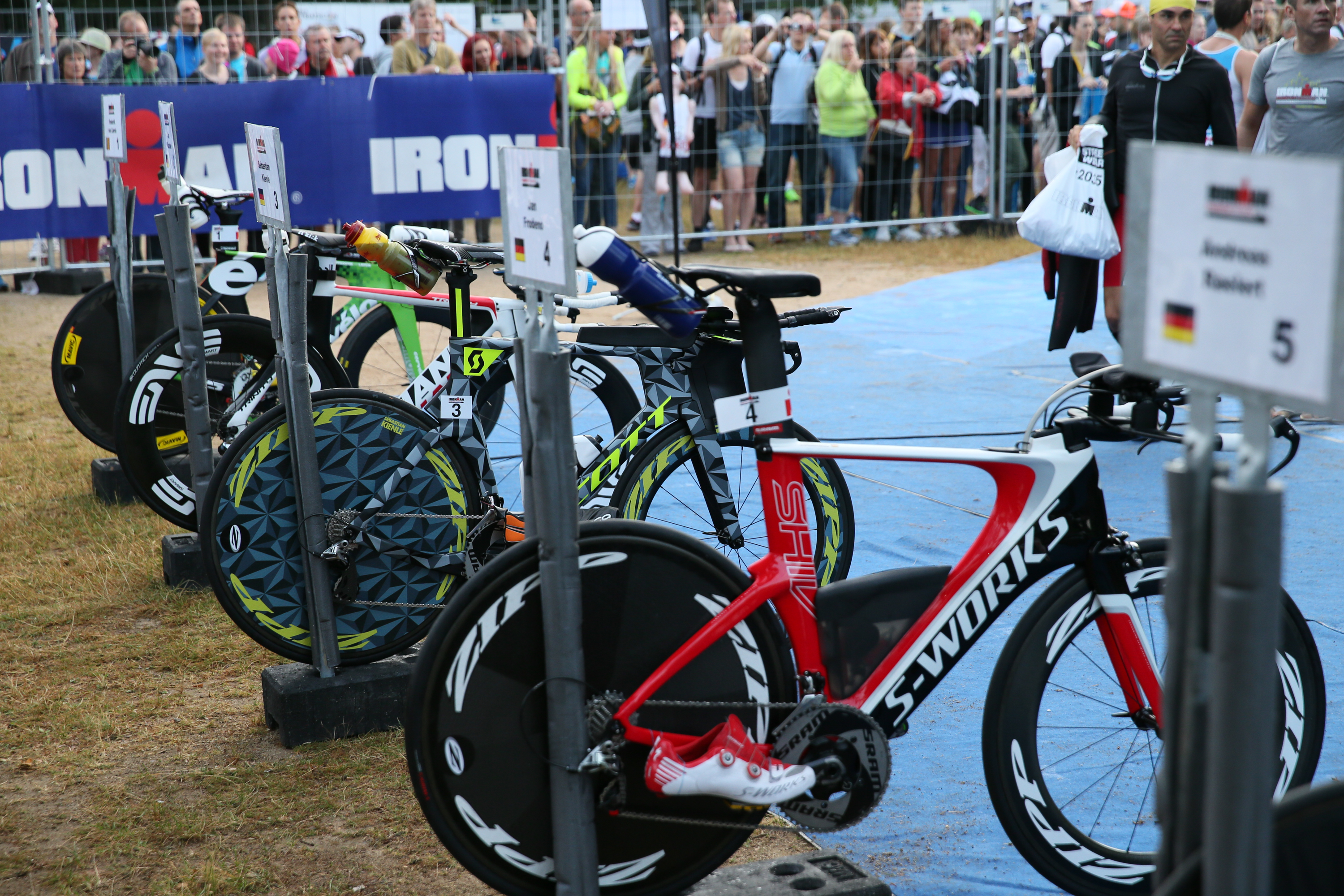
Räder von Jan Frodeno (4) und Sebastian Kienle (3) in der Wechselzone des Ironman Germany 2014

Durch den jungen und neuen Charakter der Sportart zeigte sich von Beginn an ein aufgeschlossener Umgang mit Neuerungen in der Materialentwicklung:
- Schwimmen: Der ursprünglich aus Gründen des Kälteschutzes getragene Neoprenanzug entwickelte sich zunehmend zu einem die Leistung positiv beeinflussenden Sportgerät. Vor allem Elastizität, Auftrieb und Reduzierung des Wasserwiderstandes haben heute bei der Entwicklung oberste Priorität. Gerade etwas schwächere Schwimmer profitieren von der Unterstützung durch das Material.
- Radfahren: Durch das Verbot des Windschattenfahrens stellt der Wettkampfteil auf dem Rad besondere Ansprüche an das Material. Das regelkonforme Material zum Radfahren ist grundsätzlich weniger streng reglementiert als im klassischen Radsport, weshalb seit den 1980er Jahren spezielle Triathlonfahrräder entwickelt werden, u. a. mit Lenkeraufsätzen, die zu einer aerodynamisch günstigen Sitzposition beitragen. In den Neunzigerjahren waren auch kleinere, 26-zollige Laufräder verbreitet, die aber nach einigen Jahren wieder verschwanden. Seither kommt es zu einer Annäherung zwischen dem Radmaterial der Triathleten und den UCI-konformen Zeitfahrrädern. Aerodynamik zum einen und Ergonomie für Radstrecken bis 180 km zum anderen spielen dabei die entscheidende Rolle. Heute heißt das: Carbon-Rahmen mit aerodynamischen Rohren und angepassten Geometrien, speichenreduzierte Hochprofilfelgen, z. T. auch mit Scheiben-Hinterrad kombiniert, Liegelenker, spezielle Trinkflaschenhalter und weitere Details. Kombiniert mit Zeitfahrhelmen wird so versucht, am aerodynamischen Optimum zu arbeiten, wodurch Zeitgewinne gegenüber klassischem Material von – je nach Streckenlänge – mehreren Minuten möglich sind. Der erstmals von Greg LeMond bei einem Zeitfahren in der Tour de France gefahrene Aero-Lenker entstammte der Triathlon-Szene.

Bei Elite-Wettkämpfen mit Windschattenfreigabe sind nur Räder mit Dreiecksrahmen und klassischem Rennlenker zulässig. Auflieger sind erlaubt, soweit sie nicht über die vorderste Linie der Bremsgriffe hinausragen, dürfen aber – im Gegensatz zu Rädern bei Drafting-Verbot – keine Schalthebel enthalten.
Radschuhe für Triathleten unterscheiden sich in manchen Aspekten von solchen für die Spezialisten: da zur Optimierung der Wechselzeit oft auf Socken verzichtet wird, ist das Obermaterial häufig luftdurchlässiger, um ein schnelleres Trocknen der Füße zu ermöglichen. Babypuder wird oft im Schuh genutzt, um die Feuchtigkeit zusätzlich zu reduzieren. Viele Triathleten fixieren ihre Radschuhe bereits beim Check-in an den Pedalen und ziehen diese erst auf der Radstrecke an. Daher befindet sich an der Ferse häufig eine Schlaufe, die dem Athleten erleichtert, den Schuh während der Fahrt über die Ferse zu ziehen. An Stelle mehrerer Klettbänder gibt es oft nur ein breites Klettband, das das Verschließen und spätere Öffnen auf dem Rad vereinfacht.
Um beim Laufen mit einer möglichst geringen Vorbelastung der Wadenmuskulatur zu starten, verwendete Paula Newby-Fraser bereits im Jahr 2000 Radschuhe, deren Auflage an den Pedalen weiter hinten zum Knöchel liegt und durch den so verkürzten Hebel die Belastung beim Radfahren vom Unter- mehr auf den Oberschenkel verlagert. Auch Diana Riesler, Daniela Ryf und Eva Dollinger nutzen diese „Mid Cleat Position“. Es gibt sowohl wissenschaftliche Untersuchungen, die positive, wie auch solche, die negative Ergebnisse feststellen.
- Laufen: Da die Startnummer erst ab dem Radfahren getragen werden darf, dort aber auf dem Rücken, beim Laufen dagegen vorne zu tragen ist, haben sich Startnummernbänder etabliert. Diese verfügen häufig zusätzlich über Schlaufen zur Aufnahme von Energieriegeln oder -gels. Tankas, „Hickies“ und elastische Schnürsenkel sind Alternativen als Schnürsystem für einen raschen Wechsel in die Laufschuhe. Anbieter von Kompressionsstrümpfen werben mit verbesserter Blutzirkulation sowie niedriger muskulärer Belastung in der Lande- und Abdruckphase wegen reduzierter Muskelvibrationen, ein Nutzen war aber in Studien nicht nachweisbar.[138][139][140]

## Verwandte Sportarten, Extrem-Varianten
- Beim Cross-Triathlon (z. B. Xterra) wird die Radstrecke mit einem Mountainbike bestritten.
- Insbesondere im Frühjahr und Herbst gibt es Duathlon-Wettkämpfe ohne die Disziplin Schwimmen – ausgetragen über Lang-, Mittel- und Kurzdistanzen in der Abfolge Laufen, Radfahren und abschließendem Laufen.
- Es gibt auch die Variation des Crossduathlon, wo ein Crosslauf das Schwimmen ersetzt und die Radstrecke auf dem Mountainbike im Gelände absolviert wird.
- Im Wintertriathlon ersetzt Skilanglauf das Schwimmen. 2014 wurden erstmals die drei Disziplinen Schneeschuhlaufen, Eisschnelllauf und Skilanglauf als Wintertriathlon-Event getestet. Dahinter steckt das Ziel, Triathlon auch als Sportart in die Olympischen Winterspiele zu integrieren.[141]
- Wettbewerbe, in denen sich das Laufen direkt der Schwimmdistanz anschließt, heißen Ambathlon, Swim & Run oder Aquathlon.
- Wird eine vierte Disziplin (etwa Kajakfahren oder Inlineskaten) hinzugefügt, werden diese Wettbewerbe als Quadrathlon bezeichnet.
- Beim aus fünf Disziplinen bestehenden Schweizer Gigathlon müssen über mehrere Tage tägliche Distanzen von im Mittel 4 km Schwimmen, 100 km Rennrad, 50 km Mountainbike, 25 km Inlineskaten und 20 km Laufen zurückgelegt werden. Die Dauer variierte in den vergangenen Jahren zwischen zwei und sieben Tagen.[142]
- In Radolfzell am Bodensee findet regelmäßig ein Megathlon, bestehend aus den Disziplinen Schwimmen, Rennradfahren, Inlineskaten, Mountainbiken und Laufen statt.[143]

Ein kleiner Kreis von Extremsportlern bestreitet auch Ultratriathlons, die sich über eine mehrfache Länge der Ironman-Distanz erstrecken.

## Filme
- Wechselzeiten – Auf dem Weg zum ersten Triathlon bei IMDb
- Lauf um Dein Leben – Vom Junkie zum Ironman bei IMDb
- Mit ganzer Kraft – Hürden gibt es nur im Kopf bei IMDb
- What it takes bei IMDb
- I against Me – Die Triathlon-Dokumentation bei IMDb